# ディズニー・レジェンド

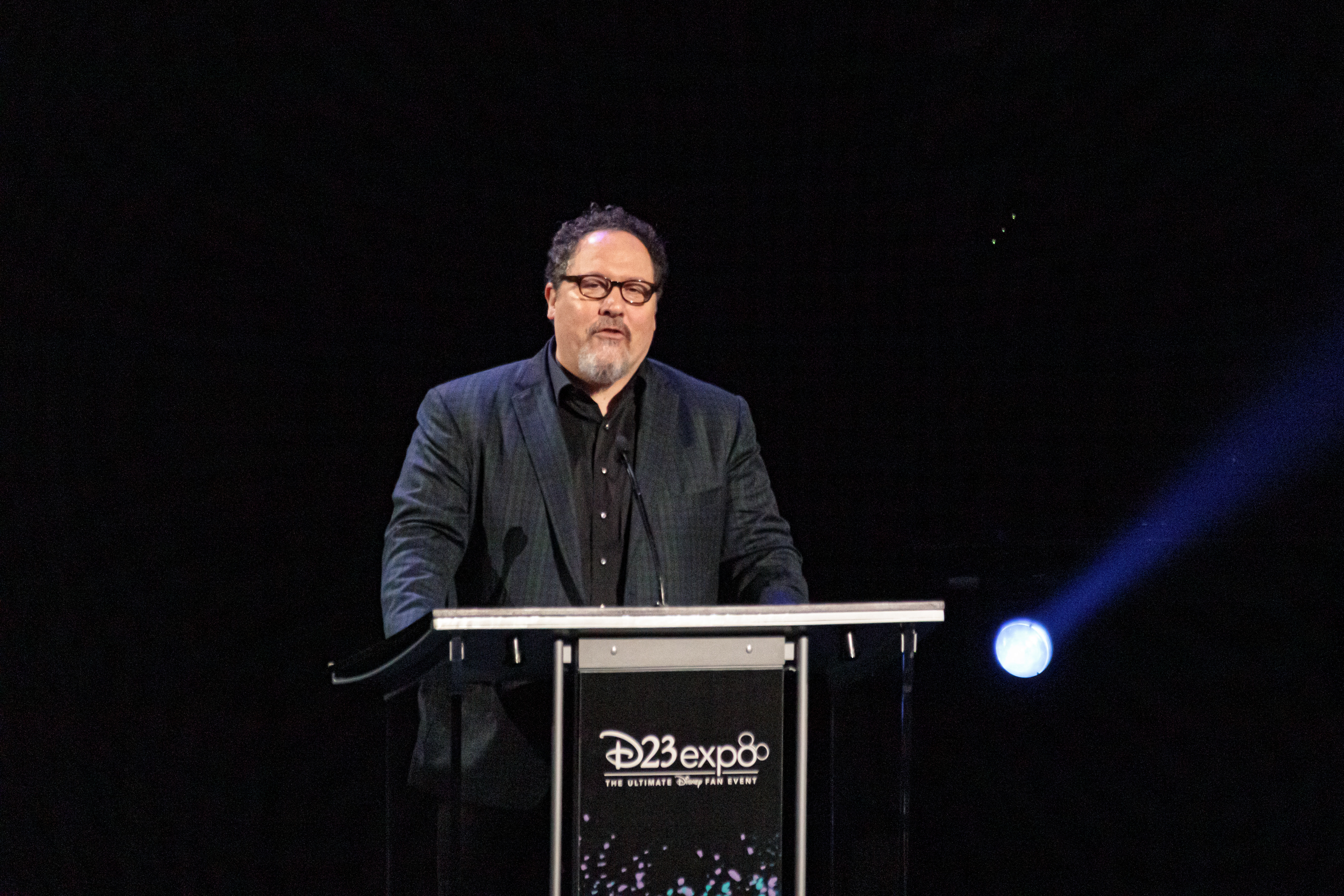
ディズニー・レジェンド・アワードの授賞式でスピーチを行う受賞者のジョン・ファヴロー(2019年)

ディズニー・レジェンド（英語: Disney Legends）とは、アメリカ合衆国のエンターテインメント企業であるウォルト・ディズニー・カンパニーに対して多大な貢献をした者を讃えるために、同社が1987年に創設した賞である「ディズニー・レジェンド・アワード」（Disney Legends Award）を受賞した者に贈られる称号である。
この賞はウォルト・ディズニー・カンパニーが個人に与える最高の栄誉とされている。

## 概要
ディズニー・レジェンド・アワードはウォルト・ディズニー・カンパニー（ディズニー社）に並外れた貢献をした人物に授与される。ディズニー社やその子会社の社員・従業員だけでなく、ディズニー社と関連のある全ての人に賞を授与することができる。存命中の者だけでなく、故人に対して授与することもできる。
受賞者にはアニメーターや映画人のほかエンジニア、音響技師、写真家、翻訳家、建築家、造船技師、園芸家、彫刻家、指揮者、スポーツ実況者、会計士、シェフなど多種多様な分野の専門家・活動家・職人が含まれており、あらゆる側面からディズニー社に貢献をした者が受賞の対象となっている。
また、現在、ディズニー社の傘下・子会社であるピクサーやマーベル、ルーカス・フィルム、20世紀スタジオなどに対して貢献をした者も受賞者となっている。

## 賞の歴史
1987年に賞が創設され、俳優のフレッド・マクマレイが最初の受賞者となった。翌年の1988年のみ授賞がなかったが、1989年から2008年までは毎年授賞が行われた。授賞式が開催された場所は、主にバーバンクのウォルト・ディズニー・カンパニー本社であった。
2009年からは、ディズニーの公式ファンクラブであるD23のファンイベント「D23エキスポ」（D23 Expo）において隔年で授賞式が行われようになった。ただし、2021年に開催される予定であったD23エキスポは新型コロナウイルス感染症のパンデミックによる影響を受け、2022年に開催が延期され、ディズニー・レジェンド・アワードの授賞式も2022年に延期された。
2024年までに計318人がディズニー・レジェンド・アワードを受賞しており、そのうち日本人の受賞者は、高橋政知（1998年受賞）、横山松夫（1998年受賞）、ヒデオ“インディアン”アラマキ（2005年受賞）、雨宮英雄（2005年受賞）、加賀見俊夫（2008年受賞）の5人である。

## ディズニー・レジェンド・プラザ
1998年10月16日、ウォルト・ディズニー・カンパニーの創立75周年を祝し、バーバンクのウォルト・ディズニー・カンパニー本社の一角に「ディズニー・レジェンド・プラザ」（Disney Legends Plaza）という新たなエリアが設けられた。
プラザには、杖を持ったミッキーマウスの右手がモチーフとなっているブロンズ像が飾られている。

ミッキーの右手は螺旋状の模様に囲まれており、杖の先には星がある。これらの特徴は、受賞者のディズニー社に対する貢献や彼らの才能を以下のように象徴している。
- 右手を囲む螺旋…想像力（イマジネーション）、アイデアの力を表す。
- 右手…技術、鍛錬、職人技の才能を持つ。
- 杖とその先にある星…魔法を表す。その魔法とは、螺旋の表すアイデアの力と手が持っている技術が合わさって新たな夢を創造することであり、星は魔法が使われたことを象徴する。

このブロンズ像は、各受賞者にも同じものが贈られる。
また、プラザには、受賞者のサインと手形が刻印されたプレートも飾られている。

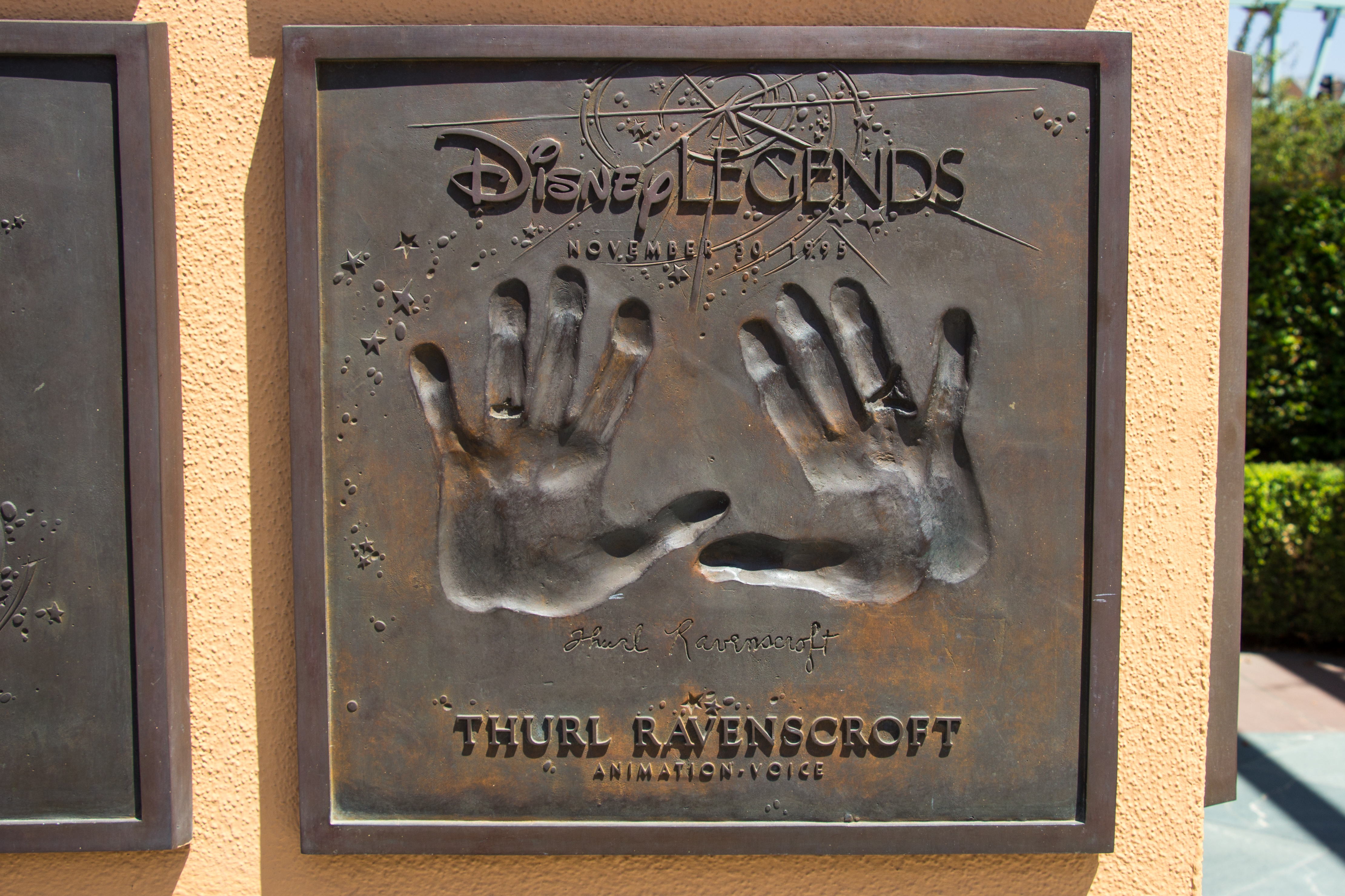
受賞者のサインと手形が刻印されたプレート(1995年受賞のサール・レイヴンズクロフトのもの)

## 受賞理由のカテゴリー
受賞理由は、受賞者のディズニー社における活動分野などに応じて、以下のようにカテゴリー分けされている。
- アニメーション（Animation)
- 映画（Film）
- テレビ（Television）
- 演劇（Theatrical）
- 音楽（Music)
- 声優（Voice)
- 衣裳デザイン（Costume Design）
- イマジニアリング（Imagineering）[注釈 2]
- アトラクション（Attractions）
- パークス＆リゾーツ（Parks＆Resorts）
- 出版（Publishing）
- コンシューマープロダクツ（Consumer Products）
- 経営（Administration）
- 創業一族（Family)

## 賞に関する記録

### 受賞者数
- 受賞者総数…318人[注釈 3]

#### 年度別の受賞者数
- 1987年…1人
- 1989年…10人
- 1990年…7人
- 1991年…9人
- 1992年…8人
- 1993年…10人
- 1994年…9人
- 1995年…9人
- 1996年…9人
- 1997年…19人
- 1998年…22人[注釈 4]
- 1999年…9人
- 2000年…10人
- 2001年…10人
- 2002年…10人
- 2003年…11人
- 2004年…11人
- 2005年…19人
- 2006年…12人
- 2007年…12人
- 2008年…11人
- 2009年…10人
- 2011年…12人
- 2013年…8人
- 2015年…9人
- 2017年…11人
- 2019年…12人
- 2022年…14人
- 2024年…14人

#### 分野別の受賞者数
複数の分野を受賞理由として受賞している者がいるため、下記の合計は318人にならない。
- アニメーション…61人
- 映画…85人[注釈 5]
- テレビ…54人
- 演劇…1人
- 音楽…25人
- 声優…28人
- 衣裳デザイン…1人
- イマジニアリング…45人
- アトラクション…14人
- パークス&リゾーツ…28人
- 出版…12人
- コンシューマープロダクツ…12人
- 経営…12人
- 創業一族…3人

### 初の受賞者
- 初の女性受賞者
  - ジュリー・アンドリュース（1991年受賞）
  - メアリー・ブレア（1991年受賞）
- 初の日本人受賞者
  - 高橋政知（1998年受賞）
  - 横山松夫（1998年受賞）

### その他の記録
- 夫婦ともに賞を受賞
  - マーク・デイヴィス（夫・1989年受賞）とアリス・デイヴィス（妻・2004年受賞）
  - アルフレッド・ミロットとエルマ・ミロット（1998年・夫婦での共同受賞）
  - ウェイン・オールウィン（夫・2008年受賞）とルシー・テイラー（妻・2008年受賞）
  - ジャック・ラザー（夫・2011年受賞）とボニータ・グランヴィル・ラザー（妻・2011年受賞）
- 親子ともに賞を受賞
  - アブ・アイワークス（父・1989年受賞）とドン・アイワークス（息子・2009年受賞）
  - エドナ・ディズニー（母・2003年受賞）とロイ・E・ディズニー（息子・1998年受賞）
- 兄弟ともに賞を受賞
  - ロバート・シャーマン（兄・1990年受賞）とリチャード・シャーマン（弟・1990年受賞）
- 最年少受賞者

マイリー・サイラス（2024年受賞、当時31歳）

## ディズニー・レジェンド一覧

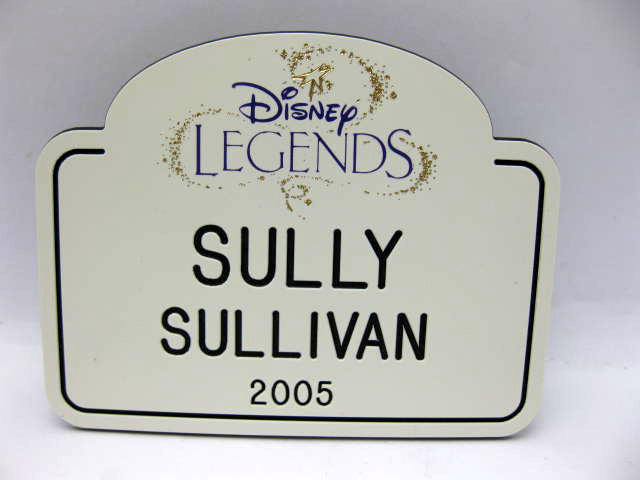
受賞者のネームプレート(2005年受賞のウィリアム・サリバンのもの）

2008年以前の授賞式は特筆のない限りバーバンクのウォルト・ディズニー・カンパニー本社で行われ、2009年以降の授賞式は全てD23エキスポにおいて行われている。

### 1980年代の受賞者

#### 1987年の受賞者
| 受賞者               | 英語名         | カテゴリー | ディズニーに対する主な貢献                                                        | 出典 |
| -------------------- | -------------- | ---------- | --------------------------------------------------------------------------------- | ---- |
| フレッド・マクマレイ | Fred MacMurray | 映画       | 実写ディズニー映画の「ボクはむく犬」「うっかり博士の大発明 フラバァ」の主演俳優。 |      |

#### 1989年の受賞者
| 受賞者                       | 英語名              | カテゴリー                       | ディズニーに対する主な貢献 | 出典 |
| ---------------------------- | ------------------- | -------------------------------- | --- | ---- |
| エリック・ラーソン           | Eric Larson         | アニメーション                   | 黎明期のディズニー社を支えた9人の伝説的なアニメーターであるナイン・オールドメンの1人。                                                                |      |
| フランク・トーマス           | Frank Thomas        | アニメーション                   | 黎明期のディズニー社を支えた9人の伝説的なアニメーターであるナイン・オールドメンの1人。                                                                |      |
| ジョン・ラウンズベリー       | John Lounsbery      | アニメーション                   | 黎明期のディズニー社を支えた9人の伝説的なアニメーターであるナイン・オールドメンの1人。                                                                |      |
| レス・クラーク               | Les Clark           | アニメーション                   | 黎明期のディズニー社を支えた9人の伝説的なアニメーターであるナイン・オールドメンの1人。                                                                |      |
| ミルト・カール               | Milt Kahl           | アニメーション                   | 黎明期のディズニー社を支えた9人の伝説的なアニメーターであるナイン・オールドメンの1人。                                                                |      |
| オリー・ジョンストン         | Ollie Johnston      | アニメーション                   | 黎明期のディズニー社を支えた9人の伝説的なアニメーターであるナイン・オールドメンの1人。                                                                |      |
| ウォルフガング・ライザーマン | Wolfgang Reitherman | アニメーション                   | 黎明期のディズニー社を支えた9人の伝説的なアニメーターであるナイン・オールドメンの1人。                                                                |      |
| マーク・デイヴィス           | Marc Davis          | アニメーション・イマジニアリング | 黎明期のディズニー社を支えた9人の伝説的なアニメーターであるナイン・オールドメンの1人。                                                                |      |
| アブ・アイワークス           | Ub Iwerks           | アニメーション・イマジニアリング | ミッキーマウスのデザインを創り、デビュー作である「蒸気船ウィリー」などを手掛ける。 ウォルト・ディズニーとともにミッキーマウスの生みの親とされる人物。 |      |
| ウォード・キンボール         | Ward kimball        | アニメーション・イマジニアリング | 黎明期のディズニー社を支えた9人の伝説的なアニメーターであるナイン・オールドメンの1人。                                                                |      |

### 1990年代の受賞者

#### 1990年の受賞者
| 受賞者                 | 英語名          | カテゴリー                       | ディズニーに対する主な貢献 | 出典 |
| ---------------------- | --------------- | -------------------------------- | --- | ---- |
| ジョン・ヘンチ         | John Hench      | アニメーション・イマジニアリング | ミッキーマウスのデビュー25周年（1953年）の際、ミッキーの肖像画を描くようウォルト本人に依頼され、ミッキーマウスの公式肖像画家となる。 以降、50周年（1978年）、60周年（1988年）、70周年（1998年）、75周年（2003年）にもそれぞれミッキーの肖像画を描いている。 また、実写ディズニー映画「海底二万哩」の特殊効果も手掛けた。              |      |
| ハーバート・ライマン   | Herb Ryman      | イマジニアリング                 | 1953年、ディズニーランドへの出資を頼むための投資家に対するプレゼンテーションの際、ウォルト本人に依頼されディズニーランドのコンセプトアートを描いた。 そのほか、ディズニーパークのアトラクションのデザインなど。 |      |
| ジョー・ファウラー     | Joe Fowler      | アトラクション                   | ディズニーパークの人気アトラクション「蒸気船マークトウェイン号」の造船。 ディズニーランド、ウォルト・ディズニー・ワールドの建設の監督。 |      |
| リチャード・アーバイン | Richard Irvine  | イマジニアリング                 | ディズニーパークのアトラクションの設計・開発。 |      |
| ロジャー・ブロギー     | Roger Broggie   | イマジニアリング                 | ロボットや人形を歌や声に合わせて本物の生き物のように自然な動きをさせる技術であるオーディオアニマトロニクス技術の開発。 同技術は1963年にオープンしたアトラクション「魅惑のチキルーム」で初めて実用化された。 今日のディズニーパークのアトラクションには必要不可欠となっている。                                                        |      |
| リチャード・シャーマン | Richard Sherman | 音楽                             | ディズニーパークの人気アトラクション「イッツ・ア・スモールワールド」のテーマソング「小さな世界」の作詞・作曲。 実写ディズニー映画「メリー・ポピンズ」「ベッドかざりとほうき」の映画音楽の作詞・作曲。 ディズニーアニメーション映画「ジャングル・ブック」「おしゃれキャット」「くまのプーさん 完全保存版」などの映画音楽の作詞・作曲。 |      |
| ロバート・シャーマン   | Robert Sherman  | 音楽                             | ディズニーパークの人気アトラクション「イッツ・ア・スモールワールド」のテーマソング「小さな世界」の作詞・作曲。 実写ディズニー映画「メリー・ポピンズ」「ベッドかざりとほうき」の映画音楽の作詞・作曲。 ディズニーアニメーション映画「ジャングル・ブック」「おしゃれキャット」「くまのプーさん 完全保存版」などの映画音楽の作詞・作曲。 |      |

#### 1991年の受賞者
| 受賞者                   | 英語名            | カテゴリー                       | ディズニーに対する主な貢献 | 出典 |
| ------------------------ | ----------------- | -------------------------------- | --- | ---- |
| カール・バークス         | Carl Barks        | アニメーション                   | ドナルド・ダックやそのファミリーを主人公とする漫画を描き、その漫画において、ドナルドの甥であるヒューイ・デューイ・ルーイや伯父であるスクルージ・マクダックなどの人気キャラクターを生み出した。 ディズニー・テレビジョン・アニメーション制作のテレビシリーズ「わんぱくダック夢冒険」「ダックテイルズ」は同漫画のストーリーをもとにしている。 また、東京ディズニーランドのウエスタンランド内にあるエリア「キャンプ・ウッドチャック」は彼の漫画のストーリーがテーマとなっている。           |      |
| スターリング・ホロウェイ | Sterling Holloway | 声優                             | ディズニーアニメーション作品「くまのプーさん」の主人公である「プーさん」、「ふしぎの国のアリス」に登場するキャラクター「チェシャ猫」、「ジャングル・ブック」に登場するキャラクター「カー」などの声優。 |      |
| クロード・コーツ         | Claude Coats      | アニメーション・イマジニアリング | ディズニーアニメーション映画「白雪姫」「ピノキオ」「ファンタジア」「ダンボ」などの背景画、「シンデレラ」「ふしぎの国のアリス」「ピーター・パン」「わんわん物語」などの美術監督。 |      |
| ケン・アンダーソン       | Ken Anderson      | アニメーション・イマジニアリング | ディズニーランドのテーマランド「ファンタジーランド」のアトラクションのデザイン。 ディズニーアニメーション映画「白雪姫」「ピノキオ」「ファンタジア」「ふしぎの国のアリス」「ピーター・パン」「わんわん物語」「眠れる森の美女」「101匹わんちゃん」「王様の剣」「おしゃれキャット」などの美術監督。 実写ディズニー映画「メリー・ポピンズ」などの美術監督。 また、同じく1990年受賞のディズニー・レジェンドであるロジャー・ブロギーがオーディオアニマトロニクス技術を開発する際に協力をした。 |      |
| ドン・ダグラディ         | Don DaGradi       | アニメーション・映画             | ディズニーアニメーション映画「わんわん物語」、実写ディズニー映画「メリー・ポピンズ」「ベッドかざりとほうき」の脚本。 |      |
| ジュリー・アンドリュース | Julie Andrews     | 映画                             | 実写ディズニー映画「メリー・ポピンズ」の主演女優。 |      |
| ビル・ウォルシュ         | Bill Walsh        | 映画・テレビ                     | 実写ディズニー映画「ボクはむく犬」「うっかり博士の大発明 フラバァ」「メリー・ポピンズ」「シャム猫FBI/ニャンタッチャブル」「ベッドかざりとほうき」の映画プロデューサー。 子供向け番組「ミッキーマウス・クラブ」のプロデューサー。 |      |
| フェス・パーカー         | Fess Parker       | 映画・テレビ                     | デイビー・クロケットを主人公としたディズニーのテレビシリーズの主演俳優。 |      |
| メアリー・ブレア         | Mary Blair        | アニメーション・イマジニアリング | ディズニーパークの人気アトラクション「イッツ・ア・スモールワールド」のコンセプトアートの作者。 多くのアトラクションや壁画のデザイン。 ディズニーアニメーション映画「シンデレラ」「ふしぎの国のアリス」「ピーター・パン」「眠れる森の美女」などのコンセプトアートの作者。 |      |

#### 1992年の受賞者
| 受賞者                 | 英語名            | カテゴリー                       | ディズニーに対する主な貢献 | 出典 |
| ---------------------- | ----------------- | -------------------------------- | --- | ---- |
| ジャック・ハンナ       | Jack Hannah       | アニメーション                   | ドナルド・ダックやチップとデールを主人公とした数多くの短編アニメーション作品の映画監督、脚本、アニメーター。                                                                                          |      |
| ジョー・グラント       | Joe Grant         | アニメーション                   | ディズニーアニメーション映画「白雪姫」「ピノキオ」「ダンボ」「ふしぎの国のアリス」などのアニメーター。                                                                                                |      |
| ケン・オコナー         | Ken O`Connor      | アニメーション・イマジニアリング | ディズニーアニメーション映画「白雪姫」「ピノキオ」「ダンボ」「ファンタジア」「シンデレラ」「ふしぎの国のアリス」「ピーター・パン」「わんわん物語」などのアニメーター。                                |      |
| ロイ・ウィリアムズ     | Roy Williams      | アニメーション・テレビ           | ディズニーの子供向け番組「ミッキーマウス・クラブ」で「ビッグ・ロイ」の愛称で親しまれていたスター。 同番組の出演者（マウスケティアーズ）が身につけるミッキーマウスの耳をモチーフとした帽子をデザイン。 |      |
| ウィンストン・ヒブラー | Winston Hibler    | 映画                             | ディズニーアニメーション映画「シンデレラ」「ふしぎの国のアリス」「ピーター・パン」「眠れる森の美女」などの脚本。 実写ディズニー映画「砂漠は生きている」 などの脚本。                                  |      |
| アネット・ファニセロ   | Annette Funicello | 映画・テレビ                     | 実写ディズニー映画「ボクはむく犬」などに出演。 |      |
| ビル・エヴァンス       | Bill Evans        | イマジニアリング                 | ディズニーパークのランドスケープ・デザイン。 |      |
| ジミー・ドッド         | Jimmie Dodd       | テレビ                           | ミッキーマウスをテーマとした代表曲「ミッキーマウス・マーチ」の作詞・作曲。 |      |

#### 1993年の受賞者
| 受賞者                     | 英語名          | カテゴリー             | ディズニーに対する主な貢献 | 出典 |
| -------------------------- | --------------- | ---------------------- | --- | ---- |
| カード・ウォーカー         | Card Walker     | 経営                   | 1971年から1977年にかけてウォルト・ディズニー・カンパニーの社長（Presidents）、1976年から1983年にかけてCEO（最高経営責任者）を歴任。 オリエンタルランドとの間で東京ディズニーランド開園に関する基本契約を結んだ人物であり、1983年4月15日の東京ディズニーランド開園の際にはオリエンタルランドの高橋社長（当時）とともにテープカットも行っている。 |      |
| ドン・テータム             | Donn Tatum      | 経営                   | 1966年から1971年にかけてウォルト・ディズニー・カンパニーの社長（Presidents）、1971年から1976年にかけてCEO（最高経営責任者）を歴任。 |      |
| クラレンス・ナッシュ       | Clarence Nash   | 声優                   | ドナルド・ダックの初代声優。 |      |
| ジム・マクドナルド         | Jimmy Macdonald | 声優                   | ミッキーマウスの2代目声優。 音響効果技師でもあり、サウンドエフェクト（音響効果）の面でも多数のディズニー映画に貢献。 |      |
| ピント・コルヴィグ         | Pinto Colvig    | 声優                   | グーフィーおよびプルートの初代声優。 |      |
| バディ・イブセン           | Buddy Ebsen     | 映画・テレビ           | 実写ディズニー映画「ファミリー・バンド」に出演。 デイビー・クロケットを主人公としたテレビシリーズに出演。 また、オーディオアニマトロニクス技術は、彼のタップダンスがモデルとなって開発された。 |      |
| アーヴィング・ルドウィック | Irving Ludwig   | 映画                   | ディズニー社の国際映画配給部門「ブエナ・ビスタ」の設立を支援。 ディズニー映画の映画配給に尽力。 |      |
| ピーター・エレンショウ     | Peter Ellenshaw | 映画                   | 実写ディズニー映画「宝島」「海底二万哩」「黄色い老犬」「ポリアンナ」「スイスファミリーロビンソン」「メリー・ポピンズ」「ラブ・バッグ」「ベッドかざりとほうき」「地球の頂上の島」「ブラックホール」の特殊効果。 |      |
| ハーパー・ゴフ             | Harper Goff     | 映画・イマジニアリング | 実写ディズニー映画「海底二万哩」に登場するノーチラス号のデザイン。 ディズニーパークのコンセプトアートの制作、レイアウト、設計。 |      |
| ブレイン・ギブソン         | Blaine Gibson   | イマジニアリング       | ディズニーパークの人気アトラクション「ホール・オブ・プレジデンツ」に登場する歴代のアメリカ大統領をモデルとした彫刻の制作。 |      |

#### 1994年の受賞者
| 受賞者                   | 英語名            | カテゴリー                       | ディズニーに対する主な貢献 | 出典 |
| ------------------------ | ----------------- | -------------------------------- | --- | ---- |
| フランク・ウェルズ       | Frank Wells       | 経営                             | 1984年から1994年にかけてウォルト・ディズニー・カンパニーの社長（Presidents）を歴任。 |      |
| デイヴィッド・ハンド     | David Hand        | アニメーション                   | ディズニーアニメーション映画「白雪姫」「バンビ」などの映画監督。 |      |
| アドリアナ・カセロッティ | Adriana Caselotti | 声優                             | ディズニー・プリンセスの1人で映画「白雪姫」の主人公「白雪姫」の声優。 「白雪姫」の挿入歌「いつか王子様が」の歌手。                                                                                |      |
| ビル・コトレル           | Bill Cottrell     | アニメーション・イマジニアリング | ディズニーアニメーション映画「ピノキオ」「ふしぎの国のアリス」「ピーター・パン」の脚本。 |      |
| ジャック・リンドクイスト | Jack Lindquist    | アトラクション                   | ディズニーパークのマーケティング。 |      |
| ヴァン・フランス         | Van France        | アトラクション                   | ディズニーパークのキャストのトレーニング（人材育成）。 ディズニーランドで働くキャストのトレーニングセンターである「ディズニー・ユニバーシティ」の創始者。                                         |      |
| マービン・デイヴィス     | Marvin Davis      | 映画・イマジニアリング           | ディズニーランドのマスタープランの作成。 |      |
| ビル・マーティン         | Bill Martin       | イマジニアリング                 | 「眠れる森の美女の城」「シンデレラ城」「ホーンテッドマンション」「カリブの海賊」をはじめとした多くのディズニーパークのアトラクションのデザイン、レイアウト、設計。                                |      |
| ポール・スミス           | Paul Smith        | 音楽                             | ディズニーアニメーション映画「白雪姫」「ピノキオ」「バンビ」「シンデレラ」などの映画音楽の作曲。 実写ディズニー映画「ボクはむく犬」「ポリアンナ」「罠にかかったパパとママ」などの映画音楽の作曲。 |      |

#### 1995年の受賞者
| 受賞者                     | 英語名            | カテゴリー       | ディズニーに対する主な貢献 | 出典 |
| -------------------------- | ----------------- | ---------------- | --- | ---- |
| フレッド・ムーア           | Fred Moore        | アニメーション   | ディズニーアニメーション映画「白雪姫」「ピノキオ」「ファンタジア」「ダンボ」「シンデレラ」「ふしぎの国のアリス」「ピーター・パン」などのアニメーター。 |      |
| サール・レイヴンズクロフト | Thurl Ravenscroft | 声優             | ディズニーパークの人気アトラクション「ホーンテッドマンション」「カントリーベア・ジャンボリー」「蒸気船マークトウェイン号」「カリブの海賊」「ディズニーランド鉄道」「魅惑のチキルーム」「イッツ・ア・スモールワールド」などのナレーションおよびアトラクションで流れる音楽の歌手。                  |      |
| ベティー・テイラー         | Betty Taylor      | アトラクション   | ディズニーパークのアトラクション「ゴールデン・ホースシュー・レビュー」内でのショーにおいてペコス・ビルの恋人とされるスルー・フットスーを演じた女優。 |      |
| エドワード・メック         | Edward Meck       | アトラクション   | ディズニーパークの広報・宣伝。 |      |
| フルトン・バーリー         | Fulton Burley     | アトラクション   | ディズニーパークのアトラクション「ゴールデン・ホースシュー・レビュー」内でのショーにおいて音楽を演奏。 「魅惑のチキルーム」のマイケルの声を担当。 |      |
| ウォリー・ボーグ           | Wally Boag        | アトラクション   | ディズニーパークのアトラクション「ゴールデン・ホースシュー・レビュー」内のショーにおいてペコス・ビルを演じた俳優。 「魅惑のチキルーム」のオウムの声優でもある。 |      |
| アンジェラ・ランズベリー   | Angela Lansbury   | 映画             | ディズニーアニメーション映画「美女と野獣」に登場するキャラクター「ポット夫人」の声優。 ディズニー映画史上屈指の名曲とされる主題歌「ビューティー・アンド・ザ・ビースト〜美女と野獣」の歌手。 実写ディズニー映画「ベッドかざりとほうき」にも出演。                                                  |      |
| ディーン・ジョーンズ       | Dean Jones        | 映画             | 実写ディズニー映画「シャム猫FBI/ニャンタッチャブル」「赤いリボンに乾杯!」「ラブ・バッグ」「あひる大旋風」「新・ぼくはむく犬」などに出演。 |      |
| ワセル・ロジャーズ         | Wathel Rogers     | イマジニアリング | ディズニーパークの人気アトラクション「魅惑のチキルーム」「ホール・オブ・プレジデンツ」などにおけるオーディオアニマトロニクス技術を用いたロボット・フィギュアの制作、開発。 オーディオアニマトロニクス技術とは、ロボットや人形を歌や声に合わせて本物の生き物のように自然な動きをさせる技術である。 |      |

#### 1996年の受賞者
| 受賞者                   | 英語名           | カテゴリー                       | ディズニーに対する主な貢献 | 出典 |
| ------------------------ | ---------------- | -------------------------------- | --- | ---- |
| ビル・ピート             | Bill Peet        | アニメーション                   | ディズニーアニメーション映画「ピノキオ」「ファンタジア」「ダンボ」「シンデレラ」「ふしぎの国のアリス」「ピーター・パン」「眠れる森の美女」「101匹わんちゃん」「王様の剣」などの脚本。 |      |
| ベティー・ルー・ガーソン | Betty Lou Gerson | 声優                             | ディズニーアニメーション映画「101匹わんちゃん」のヴィランズ「クルエラ・ド・ヴィル」の声優。 |      |
| ボブ・ムーア             | Bob Moore        | アニメーション・映画             | ディズニー映画やディズニーパークの広告アートを制作。多くのディズニー映画のポスター、クリスマスカード、レターヘッド、ロゴをデザイン。 |      |
| ビル・ジャスティス       | Bill Justice     | アニメーション・イマジニアリング | ディズニーアニメーション映画「ファンタジア」「バンビ」「ふしぎの国のアリス」「ピーター・パン」などのアニメーター。 また、イマジニアとして、「カリブの海賊」「ホーンテッドマンション」や「カントリーベア・ジャンボリー」などのアニメーションフィギュアを制作、デザイン。 ディズニーパレードのフロート車とコスチュームをデザインし、「メインストリート・エレクトリカルパレード」のスケッチを制作。 ディズニーパークにある壁画も数多く制作。 |      |
| ザビエル・アテンシオ     | X Atencio        | アニメーション・イマジニアリング | ディズニーパークの人気アトラクション「カリブの海賊」のテーマソング「ヨーホー」、「ホーンテッドマンション」のテーマソング「グリム・グリニング・ゴースト」の作詞。 |      |
| ボブ・アレン             | Bob Allen        | アトラクション                   | ディズニーランド、ウォルト・ディズニー・ワールドの管理・運営など。 |      |
| ボブ・マシソン           | Bob Matheison    | アトラクション                   | ウォルト・ディズニー・ワールドの研究開発チームのリーダー。 また、現在のディズニー社の企業研修プログラムの基礎となっているトレーニング・プログラムも作り上げた。 |      |
| レックス・アレン         | Rex Allen        | 映画・テレビ                     | ディズニーのテレビシリーズである「ワンダフル・ワールド・オブ・カラー」における40以上の西部劇にナレーター、歌手、俳優として出演。 |      |
| サミー・マッキム         | Sam Mckim        | イマジニアリング                 | ディズニーランドのマップの作者。 |      |

#### 1997年の受賞者
この年は、1992年にオープンしたディズニーランド・パリの5周年を祝し、ディズニーランド・パリで授賞式が行われた。そのため、受賞者は主にヨーロッパ地域において映画配給やマーチャンダイジングなどに尽力した者となっている。
| 受賞者                         | 英語名               | カテゴリー                     | ディズニーに対する主な貢献 | 出典 |
| ------------------------------ | -------------------- | ------------------------------ | --- | ---- |
| ジョー・ポッター               | Joe Potter           | アトラクション                 | ウォルト・ディズニー・ワールド全体の建設を監督し、開園に大きく貢献。 後に運営・管理などにも尽力。 |      |
| アンドレ・ヴァネステ           | André Vanneste       | コンシューマープロダクツ       | ベネルクス三国においてディズニーに関する出版物の宣伝・普及、マーチャンダイジングに尽力。 |      |
| アントニオ・ベルティーニ       | Antonio Bertini      | コンシューマープロダクツ       | イタリア国内における市場向けにディズニーをテーマにしたさまざまな商品の制作、販売に尽力。 |      |
| アルマンド・ビーグル           | Armand Bigle         | コンシューマープロダクツ       | ベネルクス三国やスイスをはじめとしたヨーロッパ諸国においてディズニーに関する商品や出版、マーチャンダイジングに尽力。 ヨーロッパ諸国におけるディズニー文化の浸透に大きく貢献。                                                                                          |      |
| グンナル・マンソン             | Gunnar Mansson       | コンシューマープロダクツ       | ノルウェー、フィンランド、デンマーク、アイスランド、スウェーデンなどの北欧諸国においてディズニーに関するマーチャンダイジング、広告、キャラクターライセンス、音楽、出版などに尽力。 北欧諸国におけるディズニー文化の普及に大きく貢献。                                  |      |
| ホルスト・コブリシェク         | Horst Koblischek     | コンシューマープロダクツ       | 1988年にミッキーのデビュー60周年記念として開催されたソ連での初のディズニーの映画祭の開催を支援し、旧ソ連にディズニー映画を持ち込んだ。 また、書籍や出版物のマーケティングを通してハンガリーやポーランド、チェコ共和国などの東欧諸国にディズニー文化を浸透させた。      |      |
| アーマンド・パリヴォーダ       | Armand Palivoda      | 映画                           | スイス国内におけるディズニー映画の配給・宣伝。 |      |
| シリル・エドガー               | Cyril Edgar          | 映画                           | イギリスをはじめとしたヨーロッパ諸国におけるディズニー映画の配給。 |      |
| ロベルト・ド・レオナルディス   | Roberto de Leonardis | 映画                           | ディズニー映画のイタリア語版を制作。 |      |
| ウォリー・フェイグノー         | Wally Feignoux       | 映画                           | ディズニー映画のフランス語版の翻訳監修、制作。 ヨーロッパにおけるディズニー映画の配給も担当。 |      |
| シリル・ジェームズ             | Cyril James          | コンシューマープロダクツ・映画 | イギリス国内におけるディズニー社の財務・会計、経営。 |      |
| ルシアン・アディス             | Lucien Adés          | 音楽                           | フランス国内におけるディズニーに関する音楽出版。 |      |
| アンヘル・アンゲロプロス       | Angel Angelopoulos   | 出版                           | ギリシャ国内におけるディズニーの関連書籍の出版、著作権保護。 |      |
| アーノルド・モンダドーリ       | Arnoldo Mondadori    | 出版                           | イタリア国内にけるディズニーの関連書籍の出版。 アーノルドは出版社を設立し、その会社において、同じく1997年受賞のディズニー・レジェンドであるガウデンツィオ・カペリ、マリオ・ジェンティリーニが後に編集者として働くことになる。                                          |      |
| ディディエ・フーレ             | Dedier Fouret        | 出版                           | フランス国内におけるディズニーの関連書籍の出版。 |      |
| ガウデンツィオ・カペリ         | Gaudenzio Capelli    | 出版                           | イタリア国内におけるディズニーの関連書籍の出版。 同じく1997年受賞のディズニー・レジェンドであるアーノルド・モンダドーリが設立した出版社において編集長を務めていた。 また、同じく1997年受賞のディズニー・レジェンドであるマリオ・ジェンティリーニは前任の編集長である。 |      |
| マリオ・ジェンティリーニ       | Mario Gentilini      | 出版                           | イタリア国内におけるディズニーの関連書籍の出版。 同じく1997年受賞のディズニー・レジェンドであるアーノルド・モンダドーリが設立した出版社において編集長を務めていた。 また、同じく1997年受賞のディズニー・レジェンドであるガウデンツィオ・カペリは後任の編集長である。   |      |
| ポール・ウィンクラー           | Paul Winkler         | 出版                           | フランス国内におけるディズニーの関連書籍の出版。 |      |
| ポール・ブラーア・ピーダーソン | Poul Brahe Pederson  | 出版                           | デンマーク国内におけるディズニーの関連書籍の出版。 |      |

#### 1998年の受賞者
この年は、2回に分けて授賞式が行われた。1回目はバーバンクのウォルト・ディズニー・カンパニー本社で行われたセレモニーで、22人のうち、高橋・横山を除く20人が受賞した。2回目は東京ディズニーランドにおける授賞式で、高橋および横山が受賞した。
| 受賞者                                                   | 英語名                 | カテゴリー                           | ディズニーに対する主な貢献 | 出典 |
| -------------------------------------------------------- | ---------------------- | ------------------------------------ | --- | ---- |
| ドン・エッセン                                           | Don Escen              | 経営                                 | ディズニー社の財務・会計、映画配給、マーチャンダイジングに尽力。 |      |
| 高橋政知                                                 | Masatomo Takahashi     | 経営                                 | ディズニー社とのライセンス契約に基づき東京ディズニーリゾートを運営・経営する株式会社オリエンタルランド（OLC）の社長を歴任。 東京ディズニーランドおよび東京ディズニーシーを日本に誘致。 |      |
| ロイド・リチャードソン                                   | Lloyd Richardson       | 映画                                 | ディズニーアニメーション映画「ピノキオ」「ダンボ」「ふしぎの国のアリス」などの映画編集。 実写ディズニー映画「滅びゆく大草原」の映画編集。 |      |
| ヴァージニア・デイヴィス                                 | Virginia Davis         | アニメーション                       | ウォルト・ディズニーがディズニー社を創立した直後に開始した一連のシリーズである「アリス・コメディ」のアリス役の女優。 アニメーションと実写を組み合わせるという斬新な手法が使われており、ヴァージニア・デイヴィスは作品中に実写映像として登場する。 |      |
| ビル・ティトラ                                           | Bill Tytla             | アニメーション                       | ディズニーアニメーション映画「白雪姫」「ピノキオ」「ファンタジア」「ダンボ」などの作画監督。 |      |
| ウィルフレッド・ジャクソン                               | Wilfred Jackson        | アニメーション                       | ディズニーアニメーション映画「シンデレラ」「ふしぎの国のアリス」「ピーター・パン」「わんわん物語」の映画監督。 ミッキーマウスのデビュー作「蒸気船ウィリー」の音楽担当。 |      |
| キャサリン・ボーモント                                   | Kathryn Beaumont       | 声優                                 | ディズニーアニメーション映画「ふしぎの国のアリス」の主人公「アリス」および「ピーター・パン」のヒロイン「ウェンディ」の声優。 また、声優だけでなく、アニメーターたちが実際の人間の動きを研究し作画の参考にするため両キャラクターの実写モデルも務めた。 |      |
| ベン・シャープスティーン                                 | Ben Sharpsteen         | アニメーション・映画                 | ディズニーアニメーション映画「ピノキオ」「ファンタジア」「ダンボ」「シンデレラ」「ふしぎの国のアリス」などの映画監督。 |      |
| ジェームズ・アルガー                                     | James Algar            | アニメーション・映画                 | 実写ディズニー映画「あざらしの島」「滅びゆく大草原」など一連の自然ドキュメンタリーシリーズ「トゥルーライフ・アドベンチャー」の映画監督。 |      |
| ケイ・カーメン                                           | Kay Kamen              | コンシューマープロダクツ             | ミッキーマウスの腕時計のアイデアを思いつき、インガソール・ウォーターベリー社にライセンスを許諾し、1933年に発売され大ヒットとなった。 以降、ミッキーなどのディズニーのキャラクター商品の販売を他社に許諾するというライセンス商法を発展させ、ディズニーのキャラクター商品の普及に尽力。                                                                     |      |
| 横山松夫                                                 | Matsuo Yokoyama        | コンシューマープロダクツ             | ディズニー社の日本法人であるウォルト・ディズニー・ジャパンの会長。 日本国内におけるディズニーの著作権保護やライセンスなどに尽力。 |      |
| ミロット夫妻（アルフレッド・ミロットとエルマ・ミロット） | Milotte（Al and Elma） | 映画                                 | 実写ディズニー映画「あざらしの島」など一連の自然ドキュメンタリー映画シリーズ「トゥルーライフ・アドベンチャー」の撮影監督。 |      |
| グリニス・ジョンズ                                       | Glynis Johns           | 映画                                 | 実写ディズニー映画「メリー・ポピンズ」に出演。 |      |
| ヘイリー・ミルズ                                         | Hayley Mills           | 映画                                 | 実写ディズニー映画「ポリアンナ」「罠にかかったパパとママ」「難破船」「シャム猫FBI/ニャンタッチャブル」に出演。 |      |
| カート・ラッセル                                         | Kurt Russell           | 映画                                 | 実写ディズニー映画「歌声は青空高く」「ファミリー・バンド」「テニス靴をはいたコンピューター」に出演。 ディズニー社の映画レーベルの1つであるタッチストーン・ピクチャーズ制作の「キャプテン・ロン」に出演。 |      |
| ポール・ケンワーシー                                     | Paul Kenworthy         | 映画                                 | 実写ディズニー映画「砂漠は生きている」などの一連の自然ドキュメンタリーシリーズ「トゥルーライフ・アドベンチャー」の撮影監督。 |      |
| ラリー・ランズバーグ                                     | Larry Lansburgh        | 映画・テレビ                         | ディズニーアニメーション映画「ピノキオ」「ファンタジア」「ダンボ」「ラテン・アメリカの旅」「三人の騎士」「シンデレラ」の助監督。 |      |
| バディー・ベイカー                                       | Buddy Baker            | 音楽                                 | ディズニーパークの人気アトラクション「ホーンテッドマンション」のテーマソング「グリム・グリニング・ゴースト」の作曲。 |      |
| ノーマン・“ストーミー”・パルマー                         | Norman "Stormy" Palmer | 映画                                 | ディズニーアニメーション映画「ピノキオ」「ファンタジア」の映画編集。 実写ディズニー映画「砂漠は生きている」などの一連の自然ドキュメンタリー映画シリーズ「トゥルーライフ・アドベンチャー」の映画編集。 |      |
| ロイ・E・ディズニー                                      | Roy E. Disney          | 経営・アニメーション・創業一族・映画 | ロイ・ディズニーの息子。 ロイ・ディズニーはウォルト・ディズニーの兄であるため、ウォルト・ディズニーにとって、ロイ・E・ディズニーは甥に当たる。 また、同じくディズニー・レジェンドを受賞しているガイ・ウィリアムズ主演の「怪傑ゾロ」の脚本を執筆。 「ファンタジア2000」の製作総指揮。 さらに、ウォルト・ディズニー・カンパニーの取締役として経営にも参加。 |      |
| ディック・ヴァン・ダイク                                 | Dick Van Dyke          | 映画                                 | 実写ディズニー映画「メリー・ポピンズ」の主演俳優。 |      |

#### 1999年の受賞者
| 受賞者                   | 英語名          | カテゴリー                       | ディズニーに対する主な貢献 | 出典 |
| ------------------------ | --------------- | -------------------------------- | --- | ---- |
| ノーム・ファーガソン     | Norm Ferguson   | アニメーション                   | ディズニーアニメーション映画「白雪姫」「ファンタジア」「シンデレラ」「ふしぎの国のアリス」「ピーター・パン」などの作画監督。                                                                                  |      |
| ビル・ギャリティ         | Bill Garity     | 映画                             | 史上初のステレオ音声映画であるディズニーアニメーション映画「ファンタジア」においてステレオ音声技術の開発。 |      |
| メアリー・コスタ         | Mary Costa      | 声優                             | ディズニー・プリンセスの1人で映画「眠れる森の美女」のヒロイン「オーロラ姫」の声優。 |      |
| イエール・グレイシー     | Yale Gracey     | アニメーション・イマジニアリング | ディズニーパークの人気アトラクション「カリブの海賊」の燃える炎や「ホーンテッドマンション」の幽霊などの特殊視覚効果、照明技術の開発。 ディズニーアニメーション映画「ピノキオ」「ファンタジア」などの背景など。 |      |
| ハミルトン・ラスク       | Ham Luske       | アニメーション                   | ディズニーアニメーション映画「ピノキオ」「シンデレラ」「ふしぎの国のアリス」「ピーター・パン」「わんわん物語」「101匹わんちゃん」などの映画監督。                                                             |      |
| チャーリー・リッジウェイ | Charlie Ridgway | アトラクション                   | ディズニーランドの広報・宣伝。 |      |
| ディック・ヌニス         | Dick Nunis      | アトラクション                   | ディズニーパークのアトラクションの標準的な操作手順を開発。 |      |
| アル・コネツニ           | Al Konetzni     | コンシューマープロダクツ         | キャラクター商品のデザイン、開発。 企業に対するディズニーのキャラクター使用に関するライセンス許諾。 |      |
| ティム・アレン           | Tim Allen       | 映画・テレビ                     | 実写ディズニー映画「サンタクローズ」の主演俳優。 ピクサー映画「トイ・ストーリー」の主人公「バズ・ライトイヤー」の声優。                                                                                       |      |

### 2000年代の受賞者

#### 2000年の受賞者
| 受賞者                   | 英語名         | カテゴリー                       | ディズニーに対する主な貢献 | 出典 |
| ------------------------ | -------------- | -------------------------------- | --- | ---- |
| ベッキー・フォールバーグ | Becky Fallberg | アニメーション                   | インク&ペイントや背景画などに貢献。 |      |
| ドディー・ロバーツ       | Dodie Roberts  | アニメーション                   | アニメーションに使うペイントの開発・制作。 |      |
| グレース・ベイリー       | Grace Bailey   | アニメーション                   | インク＆ペイントに貢献。 |      |
| レッタ・スコット         | Retta Scott    | アニメーション                   | ディズニー社における最初の女性アニメーター。 ディズニーアニメーション映画「バンビ」「ダンボ」「イカボードとトード氏」のアニメーター。 |      |
| ラシー・トンプソン       | Ruthie Tompson | アニメーション                   | 原画や背景を撮影するためのカメラ技術を確立させた。 |      |
| クリフ・エドワーズ       | Cliff Edwards  | 声優                             | ディズニーアニメーション映画「ピノキオ」に登場するキャラクター「ジミニー・クリケット」の声優。 「ピノキオ」の挿入歌であり、ディズニー史上屈指の名曲とされる「星に願いを」の歌手も務めた。                                                  |      |
| ディッキー・ジョーンズ   | Dick Jones     | 声優                             | ディズニーアニメーション映画「ピノキオ」の主人公「ピノキオ」の声優。 |      |
| ジョイス・カールソン     | Joyce Carlson  | アニメーション・イマジニアリング | インク&ペイント部門においてディズニーアニメーション映画「シンデレラ」「ピーター・パン」「眠れる森の美女」などに貢献。 ディズニーパークの人気アトラクション「イッツ・ア・スモールワールド」などのアニメーションフィギュアの制作、デザイン。 |      |
| ロン・ドミンゲス         | Ron Dominguez  | パークス＆リゾーツ               | アナハイムのディズニーランドの運営。 ディズニー・カリフォルニア・アドベンチャーの開園に尽力。 |      |
| ハリエット・バーンズ     | Harriet Burns  | イマジニアリング                 | ウォルト・ディズニー・イマジニアリング社における最初の女性イマジニア。 ディズニーパークの「眠れる森の美女の城」「ニューオーリンズ・スクエア」「ホーンテッドマンション」などの開発に貢献。 「魅惑のチキルーム」の鳥をデザイン。             |      |

#### 2001年の受賞者
この年は、ウォルト・ディズニー・ワールドで授賞式が行われた。
| 受賞者               | 英語名          | カテゴリー       | ディズニーに対する主な貢献 | 出典 |
| -------------------- | --------------- | ---------------- | --- | ---- |
| タイラス・ウォン     | Tyrus Wong      | アニメーション   | ディズニーアニメーション映画「バンビ」のアニメーター。 |      |
| ボブ・ブロートン     | Bob Broughton   | 映画             | ディズニーアニメーション映画「白雪姫」をはじめとして数多くのディズニー映画に貢献したカメラ・エフェクト・アーティスト。 |      |
| フレッド・イェイガー | Fred Joerger    | イマジニアリング | ディズニーパークの人気アトラクション「蒸気船マークトウェイン号」「眠れる森の美女の城」などのモデルの制作。 |      |
| マーティ・スクラー   | Marty Sklar     | イマジニアリング | ディズニーランド・パリ、東京ディズニーリゾート、香港ディズニーランドなどのクリエイティブ開発。 |      |
| アラン・メンケン     | Alan Menken     | 音楽             | 同じく2001年受賞のディズニー・レジェンドであるハワード・アシュマンとともに、アラン・メンケンが作曲、ハワード・アシュマンが作詞という形で、ディズニー・ルネサンス時代を象徴する数々の名曲を生み出した。 主な曲に、ディズニーアニメーション映画「リトル・マーメイド」の「パート・オブ・ユア・ワールド」「アンダー・ザ・シー」、「美女と野獣」の「ビューティー・アンド・ザ・ビースト〜美女と野獣」「ひとりぼっちの晩餐会」、「アラジン」の「ホール・ニュー・ワールド」「フレンド・ライク・ミー」。 |      |
| フランク・チャーチル | Frank Churchill | 音楽             | 「いつか王子様が」「ハイ・ホー」などのディズニーアニメーション映画「白雪姫」の映画音楽、「三匹の子ぶた」の主題歌「狼なんかこわくない」、「ダンボ」の主題歌「ケイシー・ジュニア」「私の赤ちゃん」の作曲。 |      |
| ジョージ・ブランズ   | George Bruns    | 音楽             | ディズニーアニメーション映画「眠れる森の美女」「101匹わんちゃん」「ジャングル・ブック」「ロビン・フッド」などの映画音楽の作曲。 実写ディズニー映画「ラブ・バッグ」などの映画音楽の作曲。 |      |
| ハワード・アシュマン | Howard Ashman   | 音楽             | 同じく2001年受賞のディズニー・レジェンドであるアラン・メンケンとともに、アラン・メンケンが作曲、ハワード・アシュマンが作詞という形で、ディズニー・ルネサンス時代を象徴する数々の名曲を生み出した。 主な曲に、ディズニーアニメーション映画「リトル・マーメイド」の「パート・オブ・ユア・ワールド」「アンダー・ザ・シー」、「美女と野獣」の「ビューティー・アンド・ザ・ビースト〜美女と野獣」「ひとりぼっちの晩餐会」、「アラジン」の「ホール・ニュー・ワールド」「フレンド・ライク・ミー」。     |      |
| リー・ハーリーン     | Leigh Harline   | 音楽             | ディズニーアニメーション映画「ピノキオ」の主題歌「星に願いを」の作曲。 |      |
| ネッド・ワシントン   | Ned Washington  | 音楽             | ディズニーアニメーション映画「ピノキオ」の主題歌「星に願いを」の作詞。 |      |

#### 2002年の受賞者
この年は、ウォルト・ディズニー・スタジオ・パークのオープンを祝し、同パークで授賞式が行われた。そのため、受賞者はヨーロッパ地域の関係者となっている。
| 受賞者                     | 英語名            | カテゴリー   | ディズニーに対する主な貢献 | 出典 |
| -------------------------- | ----------------- | ------------ | --- | ---- |
| デヴィッド・トムリンソン   | David Tomlinson   | 映画         | 実写ディズニー映画「メリー・ポピンズ」「ラブ・バッグ」「ベッドかざりとほうき」に出演。                                                                   |      |
| ヒュー・アットウル         | Hugh Attwooll     | 映画         | 実写ディズニー映画「トマシーナの三つの生命」「呪われた森」などの制作。                                                                                   |      |
| ケン・アナキン             | Ken Annakin       | 映画         | 実写ディズニー映画「ロビン・フッド」「スイスファミリーロビンソン」の映画監督。                                                                           |      |
| リチャード・トッド         | Richard Todd      | 映画・テレビ | 実写ディズニー映画「ロビン・フッド」の主演俳優。 |      |
| ロバート・ニュートン       | Robert Newton     | 映画・テレビ | ディズニー社として初の完全実写映画である「宝島」に出演。                                                                                                 |      |
| ロバート・スティーブンソン | Robert Stevenson  | 映画         | 実写ディズニー映画「黄色い老犬」「海賊船」「メリー・ポピンズ」「ラブ・バッグ」「ベッドかざりとほうき」「地球の頂上の島」「新・ぼくはむく犬」の映画監督。 |      |
| ジョン・ミルズ             | Sir John Mills    | 映画         | 実写ディズニー映画「スイスファミリーロビンソン」の主演俳優。                                                                                             |      |
| モーリス・シュヴァリエ     | Maurice Chevalier | 映画         | 実写ディズニー映画「難破船」に出演。 |      |
| フィル・コリンズ           | Phil Collins      | 音楽         | ディズニーアニメーション映画「ターザン」の主題歌「ユール・ビー・イン・マイ・ハート」の歌手。                                                             |      |
| ティム・ライス             | Sir Tim Rice      | 音楽         | ディズニーアニメーション映画「アラジン」の主題歌「ホール・ニュー・ワールド」、「ライオン・キング」の「愛を感じて」の作詞。                               |      |

#### 2003年の受賞者
| 受賞者                       | 英語名            | カテゴリー               | ディズニーに対する主な貢献 | 出典 |
| ---------------------------- | ----------------- | ------------------------ | --- | ---- |
| アルフレッド・タリアーフェロ | Alfred Taliaferro | 出版                     | ドナルド・ダックを主人公としたコミック・ストリップのイラストレーター。 |      |
| ニール・ベケット             | Neil Beckett      | コンシューマープロダクツ | ニュージーランド国内におけるディズニー文化の普及、マーチャンダイジングに尽力。 |      |
| バディ・ハケット             | Buddy Hackett     | 映画・テレビ             | ディズニーアニメーション映画「リトル・マーメイド」に登場するキャラクター「スカットル」の声優。 実写ディズニー映画「ラブ・バッグ」などに出演。                                                             |      |
| リチャード・フライシャー     | Richard Fleischer | 映画                     | 実写ディズニー映画「海底二万哩」の監督。 |      |
| エドナ・ディズニー           | Edna Disney       | 創業一族                 | ロイ・ディズニーの妻。 ロイ・ディズニーはウォルト・ディズニーの兄であるため、ウォルト・ディズニーにとって、エドナ・ディズニーは義理の姉に当たる。                                                         |      |
| ハリソン・プライス           | Harrison Price    | 映画                     | ディズニーパークを建設する候補地の選定。 ディズニーランドや東京ディズニーランドなどに関するフィジビリティスタディ。                                                                                       |      |
| オーランド・フェランテ       | Orlando Ferrante  | イマジニアリング         | ディズニーパークのアトラクションやショーの制作、デザイン、監督。 |      |
| トゥッティ・キャマラタ       | Tutti Camarata    | 音楽                     | ディズニー社の音楽レーベルの1つであるウォルト・ディズニー・レコード（当初の名前は「ディズニーランド・レコード」）の設立。 300以上のアルバムの録音を監督。                                                 |      |
| フロイド・ゴットフレッドソン | Floyd Gottfredson | アニメーション           | ミッキーマウスを主人公としたコミック・ストリップの作者。 |      |
| アイリーン・ウッズ           | Ilene Woods       | 声優                     | ディズニー・プリンセスの1人であり映画「シンデレラ」の主人公「シンデレラ」の声優。 |      |
| リリアン・ディズニー         | Lillian Disney    | 創業一族                 | ウォルト・ディズニーの妻。 夫のウォルトが新しいネズミのキャラクターをモーティーマー・マウスと名付けようとしたところ、それに反対し「ミッキーマウス」という名前を提案したミッキーマウスの名付け親でもある。 |      |

#### 2004年の受賞者
| 受賞者                        | 英語名               | カテゴリー                       | ディズニーに対する主な貢献 | 出典 |
| ----------------------------- | -------------------- | -------------------------------- | --- | ---- |
| メル・ショー                  | Mel Shaw             | アニメーション                   | ディズニーアニメーション映画「ファンタジア」「バンビ」「イカボードとトード氏」のアニメーター。 |      |
| ラルフ・ケント                | Ralph Kent           | アトラクション・イマジニアリング | ウォルト・ディズニー・ワールドのナンバープレートやバンパーステッカーなどのお土産をデザイン。 |      |
| カレン・ドートリス            | Karen Dotrice        | 映画・テレビ                     | 実写ディズニー映画「メリー・ポピンズ」に出演。 |      |
| マシュー・ガーバー            | Matthew Garber       | 映画                             | 実写ディズニー映画「メリー・ポピンズ」に出演。 |      |
| ティム・コンウェイ            | Tim Conway           | 映画                             | 実写ディズニー映画「史上最大のスーパー・チャンピオン」「新・ぼくはむく犬」などに出演。 |      |
| ビリー・アンダーソン          | Bill Anderson        | アニメーション・映画・テレビ     | 実写ディズニー作品「怪傑ゾロ」「新・ぼくはむく犬」などを制作。 |      |
| アリス・デイヴィス            | Alice Davis          | イマジニアリング                 | ウォルト・ディズニー・イマジニアリング社における最初の女性デザイナー。 ディズニーパークの人気アトラクション「イッツ・ア・スモールワールド」「カリブの海賊」に登場するアニメーションフィュアやそのコスチュームのデザイン。 |      |
| ボブ・ガー                    | Bob Gurr             | イマジニアリング                 | ディズニーパークにある車両・ライドのデザイン、設計。 |      |
| ロリー・クランプ              | Rolly Crump          | イマジニアリング                 | ディズニーパークのアトラクション、ショップのデザイン、設計。 |      |
| アーウィン・コスタル          | Irwin Kostal         | 音楽                             | 実写ディズニー映画「メリー・ポピンズ」「ベッドかざりとほうき」「ピートとドラゴン」などの映画音楽の作曲。 ディズニーアニメーション映画「ミッキーのクリスマスキャロル」などの映画音楽の作曲。                               |      |
| レオナルド・H・ゴールデンソン | Leonard H. Goldenson | テレビ                           | アメリカン・ブロードキャスティング・カンパニー（ABC)の創設者。 同社はキャピタル・シティーズ社に買収され「キャピタル・シティーズ/ABC」となった後、さらにディズニー社に買収されABCに改称された。                            |      |

#### 2005年の受賞者
この年は、1955年にオープンしたアナハイムのディズニーランドの50周年を祝し、ディズニーランドで授賞式が行われた。そのため、受賞者はディズニーランド、ウォルト・ディズニー・ワールド、ウォルト・ディズニー・イマジニアリングの関係者から選ばれている。
| 受賞者                           | 英語名                 | カテゴリー         | ディズニーに対する主な貢献 | 出典 |
| -------------------------------- | ---------------------- | ------------------ | --- | ---- |
| ランディ・ブライト               | Randy Bright           | イマジニアリング   | ディズニーパークのすべての主要なショーとアトラクションの開発を監督。 |      |
| ウィリアム・サリヴァン           | William Sullivan       | パークス＆リゾーツ | マジック・キングダムの責任者として、アトラクション、マーチャンダイジング、エンターテインメント、チケット販売、コスチューム、食品、メンテナンス、園芸などの多くの側面において運営を行った。                                                                           |      |
| ロバート・ヤニ                   | Robert Jani            | パークス＆リゾーツ | 「メインストリート・エレクトリカルパレード」の制作。 |      |
| チャック・ボヤジアン             | Chuck Boyajian         | パークス＆リゾーツ | ディズニーパークの清掃を担当するキャストであるカストーディアル・キャストの最初の責任者としてその哲学・基準を確立させた。 |      |
| チャールズ・ボイヤー             | Charles Boyer          | パークス＆リゾーツ | ディズニーランドのパンフレット、チラシ、雑誌の表紙などの広告アートの制作、デザイン、イラストレーション。 |      |
| チャック・アボット               | Chuck Abbott           | パークス＆リゾーツ | ディズニーパークの人気アトラクション「カリブの海賊」「スペース・マウンテン」「ジャングル・クルーズ」などの建設のフォアマン。 |      |
| シスリー・リグドン               | Cicely Rigdon          | パークス＆リゾーツ | ディズニーランドのツアーガイド・チケット販売・受付。 |      |
| ヒデオ・“インディアン”・アラマキ | Hideo "Indian" Aramaki | パークス＆リゾーツ | ディズニーランドにあるレストランのシェフ。 ディズニーランドを訪れた多くの著名人・要人に料理を振る舞った。 昭和天皇と香淳皇后がディズニーランドを公式訪問した際にも彼が料理を振る舞った。                                                                             |      |
| 雨宮英雄                         | Hideo Amemiya          | パークス＆リゾーツ | ディズニーランド・ホテル、ディズニー・パラダイス・ピア・ホテル、ディズニー・グランド・カリフォルニアン・ホテル&スパなどのディズニーホテルの運営。 |      |
| ジャック・オルセン               | Jack Olsen             | パークス＆リゾーツ | ディズニーパークのマーチャンダイジング。 |      |
| ジャック・ワグナー               | Jack Wagner            | パークス＆リゾーツ | ディズニーパークでのパレードやショーなどにおけるアナウンス、ナレーション。 |      |
| ジェームズ・コーラ               | James Cora             | パークス＆リゾーツ | 東京ディズニーランドをオープンさせる「東京ディズニーランド・プロジェクト」の運営責任者。 計画やマネジメントを統括したほか、オリエンタルランドに対し様々なアドバイスやサポートを行った。 ディズニーランド・パリ、東京ディズニーシーのオープンに対しても深く貢献した。 |      |
| メアリー・アン・マング           | Mary Anne Mang         | パークス＆リゾーツ | クリエイティブ分野・美術分野において卓越した若者を讃える「ディズニーランド・クリエイティビティ・チャレンジ・プログラム」の設立を支援。 マジック・キングダムに各国の王族や著名人、要人が訪れる際にホストを務めた。                                                    |      |
| メアリー・ジョーンズ             | Mary Jones             | パークス＆リゾーツ | 国務省や領事館と協力しながら、ディズニーランドに各国の国家元首・王族・要人などが訪問する際に調整などを行った。 |      |
| ミルト・オルブライト             | Milt Albright          | パークス＆リゾーツ | ディズニーランドの会計・経理。 |      |
| トム・ナビー                     | Tom Nabbe              | パークス＆リゾーツ | ディズニーパークの人気アトラクション「トムソーヤ島」でトムを演じたキャスト。 |      |
| ヴィージー・ウォーカー           | Vesey Walker           | パークス＆リゾーツ | アナハイムのディズニーランドでバンド演奏を行う楽団「ディズニーランド・バンド」のバンドマスター。 |      |
| アート・リンクレター             | Art Linkletter         | パークス＆リゾーツ | 1955年7月17日、アナハイムのディズニーランドのオープン日当日に現地中継で放送された特番の司会者。 この特番は後にディズニーの子会社となるABCで放送され、ウォルト本人や後にアメリカ大統領となる俳優ロナルド・レーガンなども参加した。                                    |      |
| スティーヴ・マーティン           | Steve Martin           | パークス＆リゾーツ | ディズニーランドのマジックショップでのパフォーマンス・実演販売。 |      |

#### 2006年の受賞者
| 受賞者                     | 英語名         | カテゴリー                       | ディズニーに対する主な貢献 | 出典 |
| -------------------------- | -------------- | -------------------------------- | --- | ---- |
| アル・デンプスター         | Al Dempster    | アニメーション                   | ディズニー映画などを原作とした絵本シリーズ「ゴールデン・ブック」のデザイン、イラストレーション。 |      |
| ジョー・ランフト           | Joe Ranft      | アニメーション                   | ディズニーアニメーション映画「美女と野獣」「ライオン・キング」「ファンタジア2000」の脚本。 ピクサー映画「トイ・ストーリー」「バグズ・ライフ」「トイ・ストーリー2」「カーズ」の脚本。 「トイ・ストーリー2」では「ウィージー」の声優も務めている。 |      |
| エルトン・ジョン           | Sir Elton John | 音楽                             | 「愛を感じて」など「ライオン・キング」の映画音楽の作曲・パフォーマンス。 |      |
| ジミー・ジョンソン         | Jimmy Johnson  | 音楽                             | ウォルト・ディズニー・ミュージック・カンパニーの幹部・社長としてディズニーの音楽著作権の管理や音楽レーベルの発展に深く貢献した。 |      |
| ピーター・ジェニングス     | Peter Jennings | テレビ                           | ディズニー系列のテレビ局ABCで放送されていた「ワールドニュース・トゥナイト」のアンカー。 |      |
| ポール・フリーズ           | Paul Frees     | 映画・パークス＆リゾーツ・テレビ | ドナルド・ダックの親戚である「ルードヴィヒ・フォン・ドレイク」の声優。 ディズニーパークの人気アトラクション「ホーンテッドマンション」の「ゴーストホスト」の声優。                                                                                |      |
| トミー・カーク             | Tommy Kirk     | テレビ                           | 実写ディズニー映画「ボクはむく犬」「スイスファミリーロビンソン」「うっかり博士の大発明 フラバァ」などに出演。 |      |
| デイヴィッド・ストーラリー | David Stollery | 映画・テレビ                     | ディズニーの子ども向け番組「ミッキーマウス・クラブ」の一部として放送された「スピンとマーティ」の主演。 |      |
| ティム・コンシダイン       | Tim Considine  | テレビ                           | ディズニーの子ども向け番組「ミッキーマウス・クラブ」の一部として放送された「スピンとマーティ」の主演。 実写ディズニー映画「ボクはむく犬」などに出演。                                                                                            |      |
| ジニー・タイラー           | Ginny Tyler    | 映画・テレビ                     | ディズニーアニメーション映画「王様の剣」、実写ディズニー映画「メリー・ポピンズ」などに声優として出演。 |      |
| ケビン・コーコラン         | Kevin Corcoran | テレビ                           | 実写ディズニー映画「ボクはむく犬」「スイスファミリーロビンソン」などに出演。 |      |
| ドン・エドグレン           | Don Edgren     | イマジニアリング                 | ディズニーパークの人気アトラクション「カリブの海賊」「スペース・マウンテン」などの設計・開発。 |      |

#### 2007年の受賞者
| 受賞者               | 英語名         | カテゴリー         | ディズニーに対する主な貢献 | 出典 |
| -------------------- | -------------- | ------------------ | --- | ---- |
| ローン・アーリッジ   | Roone Arledge  | テレビ             | ディズニー系列のテレビ局ABCの子会社であるABCニュースおよびABCスポーツの社長。 |      |
| ロン・ローガン       | Ron Logan      | パークス＆リゾーツ | ディズニーパークのライブエンターテイメントショーの制作・プロデュース。 |      |
| ランディ・ニューマン | Randy Newman   | 音楽               | ピクサー映画「トイ・ストーリー」「バグズ・ライフ」「モンスターズ・インク」「カーズ」の映画音楽の作曲。 |      |
| カール・ボンジョーノ | Carl Bongirno  | イマジニアリング   | ウォルト・ディズニー・ワールドの財務・会計の責任者を務めた。 |      |
| ボブ・シーファー     | Bob Schiffer   | 映画               | ディズニー・スタジオのメイクアップ部門の責任者。 メイクアップアーティストとして多数の実写ディズニー映画に貢献。 |      |
| デイヴ・スミス       | Dave Smith     | 経営               | ディズニー社およびその創業者ウォルト・ディズニーに関する資料・記録などの収集・保管・保存などを行う部門「ウォルト・ディズニー・アーカイブス」を設立。 ディズニーの公式百科事典「ディズニーAtoZ」やその他のディズニーの歴史に関する書籍を著す。 |      |
| マージ・チャンピオン | Marge Champion | アニメーション     | ディズニーアニメーション映画「白雪姫」の主人公「白雪姫」、「ピノキオ」に登場するキャラクター「ブルー・フェアリー」の実写モデル。 ディズニーのアニメーターは人間のリアルな動きを追求するため、実写モデルを使い実際の人間の動きを研究して作画を行う。 |      |
| フロイド・ノーマン   | Floyd Norman   | アニメーション     | ディズニーアニメーション映画「眠れる森の美女」「ジャングル・ブック」「ノートルダムの鐘」「ムーラン」、ピクサー映画の「トイ・ストーリー2」「モンスターズ・インク」などのアニメーター・ストーリーアーティズト。 |      |
| ディック・ヒューマー | Dick Huemer    | アニメーション     | ディズニーアニメーション映画「ファンタジア」「ダンボ」「ふしぎの国のアリス」の脚本。 |      |
| アート・バビット     | Art Babbitt    | アニメーション     | グーフィーの生みの親。 |      |
| ルシール・マーティン | Lucille Martin | 経営               | ウォルト・ディズニー・カンパニーの取締役会のヴァイスプレジデント。 |      |
| トム・マーフィー     | Tom Murphy     | 経営               | キャピタル・シティー社の社長として同社を急成長させ、アメリカン・ブロードキャスティング・カンパニー（ABC）を買収し「キャピタル・シティーズ/ABC」を設立。 会長兼CEO（最高経営責任者）としてキャピタルシティーズ/ABCをも急成長させた。 その後、キャピタルシティーズ/ABCはディズニー社に買収されABCに改称。 その際、ABCの会長兼CEOを退任し、ディズニー社の取締役に就任。 |      |

#### 2008年の受賞者
| 受賞者                   | 英語名           | カテゴリー         | ディズニーに対する主な貢献 | 出典 |
| ------------------------ | ---------------- | ------------------ | --- | ---- |
| ウェイン・オルウィン     | Wayne Allwine    | 声優               | ミッキーマウスの3代目声優。 |      |
| ルシー・テイラー         | Russi Taylor     | 声優               | ミニーマウスの5代目声優。 |      |
| フランク・ギフォード     | Frank Gifford    | テレビ             | 元プロフットボール選手として、ディズニー系列のテレビ局ABCにおいて「マンデーナイトフットボール」などのスポーツ番組でスポーツ実況・解説・コメンテーターとして活躍。                                   |      |
| 加賀見俊夫               | Toshio Kagami    | パークス＆リゾーツ | ディズニー社とのライセンス契約に基づき東京ディズニーリゾートを運営・経営する株式会社オリエンタルランド（OLC)の社長を歴任。 東京ディズニーランドおよび東京ディズニーシーの誘致・誕生に深く関わった。 |      |
| オリバー・ウォレス       | Oliver Wallace   | 音楽               | ディズニーアニメーション映画「ダンボ」「シンデレラ」「ふしぎの国のアリス」「ピーター・パン」「わんわん物語」などの映画音楽の作曲。                                                                  |      |
| ニール・ギャラガー       | Neil Gallagher   | イマジニアリング   | ウォルト・ディズニー・ワールド、ディズニーランド・パリの設計・開発・建設。 |      |
| ドラティア・レドモンド   | Dorothea Redmond | イマジニアリング   | マジック・キングダムにある「シンデレラ城」の1階通路にあるイタリアガラス、銀、金による壁画のデザイン。 東京ディズニーランドのシンデレラ城にある壁画はこの壁画を複製したものである。                  |      |
| ボブ・ブース             | Bob Booth        | イマジニアリング   | ディズニーパークの列車・車両・小道具・機械などの設計・開発・建設・製造など。 |      |
| バーニー・マッティンソン | Burny Mattinson  | アニメーション     | ディズニーアニメーション映画「ミッキーのクリスマスキャロル」「オリビアちゃんの大冒険」の監督。 |      |
| ウォルター・ペレゴイ     | Walt Peregoy     | アニメーション     | ディズニーアニメーション映画「眠れる森の美女」「101匹わんちゃん」の背景画・色彩。 |      |
| バーバラ・ウォルターズ   | Barbara Walters  | テレビ             | ディズニー系列のテレビ局ABCで放送されていたトーク番組「ザ・ビュー」の司会、報道番組「ABCイブニング・ニュース」のアンカー。                                                                          |      |

#### 2009年の受賞者
| 受賞者                       | 英語名              | カテゴリー                       | ディズニーに対する主な貢献 | 出典 |
| ---------------------------- | ------------------- | -------------------------------- | --- | ---- |
| トニー・アンセルモ           | Tony Anselmo        | 声優                             | ドナルド・ダックの2代目声優。 |      |
| レオタ・トゥームズ・トーマス | Leota Toombs Thomas | アトラクション・イマジニアリング | ディズニーパークの人気アトラクション「ホーンテッドマンション」に登場するキャラクター「マダム・レオタ」および「リトル・レオタ」のモデル。 |      |
| ドン・アイワークス           | Don Iwerks          | 映画                             | 実写ディズニー映画「海底二万哩」の撮影。                                                                                                 |      |
| ビル・ファーマー             | Bill Farmer         | 声優                             | グーフィーおよびプルートの2代目声優。 |      |
| ハリー・アーチナル           | Harry Archinal      | 経営                             | ディズニーの国際映画配給部門「ブエナ・ビスタ・インターナショナル」の社長。                                                               |      |
| ルー・マクラナハン           | Rue McClanahan      | テレビ                           | ディズニー系列の制作会社が制作・配給していた人気コメディ番組「ゴールデン・ガールズ」のメインキャスト。                                   |      |
| ロビン・ウィリアムズ         | Robin Williams      | 映画・声優                       | ディズニーアニメーション映画「アラジン」に登場するキャラクター「ジーニー」の声優。                                                       |      |
| エステル・ゲティ             | Estelle Getty       | テレビ                           | ディズニー系列の制作会社が制作・配給していた人気コメディ番組「ゴールデン・ガールズ」のメインキャスト。                                   |      |
| ビー・アーサー               | Bea Arthur          | テレビ                           | ディズニー系列の制作会社が制作・配給していた人気コメディ番組「ゴールデン・ガールズ」のメインキャスト。                                   |      |
| ベティ・ホワイト             | Betty White         | テレビ                           | ディズニー系列の制作会社が制作・配給していた人気コメディ番組「ゴールデン・ガールズ」のメインキャスト。                                   |      |

### 2010年代の受賞者

#### 2011年の受賞者
| 受賞者                         | 英語名                   | カテゴリー               | ディズニーに対する主な貢献 | 出典 |
| ------------------------------ | ------------------------ | ------------------------ | --- | ---- |
| ペイジ・オハラ                 | Paige O`Hara             | 声優                     | ディズニー・プリンセスの1人で映画「美女と野獣」の主人公「ベル」の声優。 |      |
| リンダ・ラーキン               | Linda Larkin             | 声優                     | ディズニー・プリンセスの1人で映画「アラジン」のヒロイン「ジャスミン」の声優。 |      |
| レア・サロンガ                 | Lea Salonga              | 声優                     | ディズニー・プリンセスである映画「アラジン」のヒロイン「ジャスミン」および映画「ムーラン」の主人公「ムーラン」の歌声。 |      |
| ジョディ・ベンソン             | Jodi Benson              | 声優                     | ディズニー・プリンセスの1人で映画「リトル・マーメイド」の主人公「アリエル」の声優。 |      |
| アニカ・ノニ・ローズ           | Anika Noni Rose          | 声優                     | ディズニー・プリンセスの1人で映画「プリンセスと魔法のキス」の主人公「ティアナ」の声優。 |      |
| レジス・フィルビン             | Regis Philbin            | テレビ                   | ディズニー系列のテレビ局ABCで放送されていた「フー・ウォンツ・トゥ・ビー・ア・ミリオネア」の司会。 |      |
| ガイ・ウィリアムズ             | Guy Williams             | テレビ                   | ディズニーのテレビシリーズ「怪傑ゾロ」の主演俳優。 |      |
| ジャック・ラザー               | Jack Wrather             | パークス＆リゾーツ       | ウォルトに頼まれる形で、アナハイムのディズニーランドに隣接する、世界初のディズニー・オフィシャル・ホテル「ディズニーランド・ホテル」をオープンさせた。 当初は彼の会社であるラザー社がホテルの所有権を保有していたが、彼の死後、同じく2011年受賞のディズニー・レジェンドであり彼の妻でもあるボニータ・グランヴィル・ラザーが会社を引き継ぎ、彼女の在任中、ディズニー社がラザー社を買収。 ディズニーランド・ホテルの所有権を買い取ることになる。 |      |
| ボニータ・グランヴィル・ラザー | Bonita Granville Wrather | パークス＆リゾーツ       | 同じく2011年受賞のディズニー・レジェンドであるジャック・ラザーの妻であり、ジャックの死後、ラザー社の会長となった。 彼女の在任中、ディズニー社はラザー社を買収し、ディズニーランド・ホテルの所有権を買い取ることになる。 |      |
| ジム・ヘンソン                 | Jim Henson               | 映画・テレビ             | カーミットなど マペットキャラクターの生みの親。 ディズニーは2004年にマペットの著作権を持つジム・ヘンソン・カンパニーを買収し、その後、ディズニーの下で「ザ・マペッツ」などの映画が制作されている。 また、買収前にも「マペット放送局」などがディズニー系列のテレビ局であるABCで放送されていた。 ディズニーパークにもマペットをテーマとしたアトラクションが存在する。                                                                            |      |
| バートン・“ボー”・ボイド       | Barton "Bo" Boyd         | コンシューマープロダクツ | ディズニー・コンシューマー・プロダクツ部門を率いて1987年にカリフォルニアのグレンデールにディズニーブランドの小売店ディズニーストアの世界第1号店をオープンさせた。 |      |
| レイ・ワトソン                 | Ray Watson               | 経営                     | 1983年から1984年にかけてウォルト・ディズニー・カンパニーの代表取締役、代表取締役会長（Chairmen of the Board）を歴任。 |      |

#### 2013年の受賞者
| 受賞者               | 英語名         | カテゴリー       | ディズニーに対する主な貢献 | 出典 |
| -------------------- | -------------- | ---------------- | --- | ---- |
| グレン・キーン       | Glen Keane     | アニメーション   | ディズニーアニメーション映画「塔の上のラプンツェル」の製作総指揮。 「オリビアちゃんの大冒険」「リトル・マーメイド」「美女と野獣」「アラジン」「ポカホンタス」「ターザン」「トレジャー・プラネット」などのアニメーター。                                                                    |      |
| ジョン・グッドマン   | John Goodman   | 映画・テレビ     | ピクサー映画「モンスターズ・インク」の主人公「サリー」の声優。 ディズニーアニメーション映画「ラマになった王様」の「パチャ」の声優。 |      |
| エド・ウィン         | Ed Wynn        | 映画             | 実写ディズニー映画「メリー・ポピンズ」に出演。 ディズニーアニメーション映画「ふしぎの国のアリス」でマッドハッター役の声優。 |      |
| トニー・バクスター   | Tony Baxter    | イマジニアリング | ディズニーパークの人気アトラクション「ビッグサンダー・マウンテン」の構想。 彼が青年時代にクルミの木で作ったおもちゃの迷路が同アトラクションの原案となった。 |      |
| ビリー・クリスタル   | Billy Crystal  | 映画・テレビ     | ピクサー映画「モンスターズ・インク」の主人公「マイク」の声優。 |      |
| ディック・クラーク   | Dick Clark     | テレビ           | ディズニー系列のテレビ局ABCで毎年大晦日に放送されていた年越し番組「Dick Clark's New Years Rockin’Eve」の司会。 |      |
| コリン・キャンベル   | Collin Campbel | イマジニアリング | ディズニーパークの人気アトラクション「イッツ・ア・スモールワールド」「カリブの海賊」「トムソーヤ島」などの設計・開発など。 ディズニー・ハリウッド・スタジオのコンセプトアートの作者。 |      |
| スティーブ・ジョブズ | Steve Jobs     | アニメーション   | ピクサーの生みの親。 1986年、ルーカスフィルムのコンピュータ・アニメーション部門を買収し、ピクサー・アニメーション・スタジオを創立。 2006年に同社がディズニー社に買収され完全子会社となった際、ジョブズはディズニー社の筆頭株主となり、ウォルト・ディズニー・カンパニーの取締役に就任した。 |      |

#### 2015年の受賞者
| 受賞者                       | 英語名                | カテゴリー               | ディズニーに対する主な貢献 | 出典 |
| ---------------------------- | --------------------- | ------------------------ | --- | ---- |
| アイヴァンド・アール         | Eyvind Earle          | アニメーション           | ディズニーアニメーション映画「眠れる森の美女」の背景・色彩。 |      |
| ジョージ・ボデンハイマー     | George Bodenheimer    | テレビ                   | ディズニーの子会社であるスポーツ専門局「ESPN」の社長。 |      |
| ダニー・エルフマン           | Danny Elfman          | 映画・音楽               | ディズニーの映画レーベルの1つであるタッチストーン・ピクチャーズ制作の映画「ナイトメアー・ビフォア・クリスマス」の映画音楽の作曲。 ディズニーアニメーション映画「ルイスと未来泥棒」の映画音楽の作曲。 ディズニーアニメーション映画「ふしぎの国のアリス」をもとにした実写リメイク映画「アリス・イン・ワンダーランド」などの映画音楽の作曲。 |      |
| スーザン・ルッチ             | Susan Lucci           | テレビ                   | ディズニー系列のテレビ局ABCで放送されていた昼ドラ「オール・マイ・チルドレン」の主演女優。 |      |
| ジョージ・ルーカス           | George Lucas          | パークス＆リゾーツ       | 映画スター・ウォーズシリーズの生みの親。 ジョージ・ルーカスの設立した映画会社「ルーカスフィルム」は2012年からディズニーの子会社となっており、「スター・ウォーズ/フォースの覚醒」以降はディズニーの下で関連作品が制作されている。 また、ルーカス・フィルムがディズニーの子会社となる以前から、ディズニーパークには同シリーズをテーマとした人気アトラクション「スター・ツアーズ」がある。 加えて、ジョージ・ルーカスが生み出した映画「インディ・ジョーンズ」をテーマとした人気アトラクション「インディ・ジョーンズ・アドベンチャー」などもあり、ディズニーパークへの貢献も大きい。 さらには、後にディズニーの子会社となるピクサー・アニメーション・スタジオの前身は、ルーカスフィルムのコンピュータ・アニメーション部門であり、間接的にはピクサーの生みの親ということもできる。 |      |
| ジュリー・リーム・カザレット | Julie Reihm Casaletto | パークス＆リゾーツ       | ディズニーランドの最初のアンバサダー。 |      |
| カーソン・ヴァン・オステン   | Carson Van Osten      | コンシューマープロダクツ | ミッキーマウスを主人公としたコミック・ストリップの作画。 また、ディズニーの出版物や音楽に関するライセンスの管理など。 |      |
| アンドレアス・デジャ         | Andreas Deja          | アニメーション           | ディズニーアニメーション映画「美女と野獣」のヴィランズ「ガストン」、「アラジン」のヴィランズ「ジャファー」、「ライオン・キング」のヴィランズ「スカー」などの作画を手掛けたアニメーター。 |      |
| ジョニー・デップ             | Johnny Depp           | 映画                     | ディズニーパークの人気アトラクション「カリブの海賊」をモチーフとしたメガヒット映画「パイレーツ・オブ・カリビアン」シリーズの「ジャック・スパロウ」役の主演俳優。 ディズニーアニメーション映画「ふしぎの国のアリス」をもとにした実写リメイク映画「アリス・イン・ワンダーランド」にもマッドハッター役で出演。 |      |

#### 2017年の受賞者
| 受賞者                   | 英語名          | カテゴリー       | ディズニーに対する主な貢献 | 出典 |
| ------------------------ | --------------- | ---------------- | --- | ---- |
| オプラ・ウィンフリー     | Oprah Winfrey   | 映画・テレビ     | ディズニー系列のテレビ局ABCのシカゴにおける直営局で放送されていたトーク番組「オプラ・ウィンフリー・ショー」の司会。 ディズニーアニメーション映画「プリンセスと魔法のキス」に登場するキャラクター「ユードラ」の声優。 |      |
| ジュリー・テイモア       | Julie Taymor    | 演劇             | ディズニーアニメーション映画「ライオン・キング」を原作としたミュージカル版「ライオン・キング」の舞台演出。 |      |
| ゲイリー・マーシャル     | Garry Marshall  | 映画・テレビ     | ディズニーの映画レーベルの1つであるタッチストーン・ピクチャーズ制作の映画「プリティ・ウーマン」の監督。 |      |
| スタン・リー             | Stan Lee        | 映画・出版       | マーベル、アベンジャーズの生みの親。 同じく2017年受賞のディズニー・レジェンドであるジャック・カービーとともに生み出した。 スタン・リーはマーベル・コミックで作家・編集者を務め、数々の人気アメコミを手掛けた。       |      |
| ジャック・カービー       | Jack Kirby      | 出版             | マーベル、アベンジャーズの生みの親。 同じく2017年受賞のディズニー・レジェンドであるスタン・リーとともに生み出した。 ジャック・カービーはマーベル・コミックで作家・編集者を務め、数々の人気アメコミを手掛けた。       |      |
| ウェイン・ジャクソン     | Wayne Jackson   | イマジニアリング | 東京ディズニーランド、東京ディズニーシー、ディズニーランド・パリのショーやアトラクションの制作・開発・監督・ディレクター。                                                                                           |      |
| マーク・ハミル           | Mark Hamill     | 映画             | ディズニー社の子会社であるルーカス・フィルムの映画「スター・ウォーズ」シリーズにおいて「ルーク・スカイウォーカー」を演じた主演俳優。                                                                                 |      |
| マヌエル・ゴンザレス     | Manuel Gonzales | 出版             | ミッキーマウスを主人公としたコミック・ストリップのイラストレーション。 |      |
| ウーピー・ゴールドバーグ | Whoopi Goldberg | 映画・テレビ     | ディズニーの映画レーベルの1つであるタッチストーン・ピクチャーズ制作の映画「天使にラブ・ソングを…」の主演女優。 ディズニーアニメーション映画「ライオン・キング」に登場するキャラクター「シェンジ」の声優。            |      |
| クライド・ジェロニミ     | Clyde Geronimi  | アニメーション   | ディズニーアニメーション映画「シンデレラ」「ふしぎの国のアリス」「ピーター・パン」「わんわん物語」「眠れる森の美女」「101匹わんちゃん」などの監督。                                                                  |      |
| キャリー・フィッシャー   | Carrie Fisher   | 映画             | ディズニー社の子会社であるルーカス・フィルムの映画「スター・ウォーズ」シリーズにおいて「レイア姫」を演じた女優。 |      |

#### 2019年の受賞者
| 受賞者                         | 英語名             | カテゴリー         | ディズニーに対する主な貢献 | 出典 |
| ------------------------------ | ------------------ | ------------------ | --- | ---- |
| ジェームズ・アール・ジョーンズ | James Earl Jones   | 声優               | ディズニーアニメーション映画「ライオン・キング」に登場するキャラクター「ムファサ」の声優。 ディズニー社の子会社であるルーカス・フィルムの映画「スター・ウォーズ」シリーズのキャラクター「ダース・ベイダー」の声優。 |      |
| クリスティーナ・アギレラ       | Christina Aguilera | 音楽・テレビ       | ディズニーアニメーション映画「ムーラン」の主題歌「リフレクション」の歌手。 |      |
| ジョン・ファヴロー             | Jon Favreau        | 映画               | ディズニーアニメーション映画の実写リメイク映画「ジャングル・ブック」「ライオン・キング」の監督。 また、ディズニー社の子会社であるマーベル・スタジオが展開する「マーベル・シネマティック・ユニバース」（MCU）において「アイアンマン」シリーズ、「アベンジャーズ」シリーズの監督・製作総指揮も務めた。 「アベンジャーズ/エンドゲーム」は公開当時、全世界興行収入歴代1位の記録を塗り替えた。     |      |
| ウィング・T・チャオ            | Wing T. Chao       | イマジニアリング   | ディズニー・クルーズ・ラインの客船である「ディズニー・マジック号」「ディズニー・ワンダー号」の設計、「ディズニー・ドリーム号」「ディズニー・ファンタジー号」のデザイン。 また、ディズニーランド・パリに関するフランス政府との誘致交渉および香港ディズニーランド・リゾートに関する香港政府との誘致交渉、上海ディズニーリゾートに関する中国政府との誘致交渉などにおいても大きな役割を果たした。 |      |
| ミンナ・ウェン                 | Ming-Na Wen        | テレビ・声優       | ディズニー・プリンセスの1人であり映画「ムーラン」の主人公「ムーラン」の声優。 |      |
| ダイアン・ソイヤー             | Diane Sawyer       | テレビ             | ディズニー系列のテレビ局ABCニュースのメイン報道番組である「ABCワールドニュース」のアンカー。 |      |
| バーネット・リッチ             | Barnette Ricci     | パークス＆リゾーツ | 「メイン・ストリート・エレクトリカルパレード」などのディズニーパレードやショーの振り付け。 ディズニーパークの人気エンターテイメントショー「ファンタズミック!」の制作・脚本およびテーマ曲「イマジネーション」の作詞。 |      |
| ロビン・ロバーツ               | Robin Roberts      | テレビ             | ディズニー系列のテレビ局ABCで放送されている報道番組「グッド・モーニング・アメリカ」のアンカー。 また、ディズニー系列のスポーツ専門局ESPNでスポーツ・キャスターも務めていた。 |      |
| ハンス・ジマー                 | Hans Zimmer        | 音楽               | ディズニーアニメーション映画「ライオン・キング」や実写ディズニー映画の「パイレーツ・オブ・カリビアン」シリーズの映画音楽の作曲。 「ライオン・キング」のサウンドトラックの売上は1500万枚以上で、アニメ作品のサウンドトラックの売上としては世界一の記録である。 |      |
| ロバート・ダウニー・ジュニア   | Robert Downey Jr.  | 映画               | ディズニー社の子会社であるマーベル・スタジオが展開する「マーベル・シネマティック・ユニバース」（MCU）においてトニー・スターク（アイアンマン）を演じる俳優。 |      |
| ベット・ミドラー               | Bette Midler       | 映画               | 実写ディズニー映画「フォエバー・フレンズ」「ホーカス ポーカス」の主演女優。 ディズニーアニメーション映画の「オリバー ニューヨーク子猫ものがたり」にも声優として出演。 |      |
| ケニー・オルテガ               | Kenny Ortega       | 映画・テレビ       | 実写ディズニー映画「ホーカス ポーカス」や ディズニー・チャンネルで放送されたオリジナル映画「ハイスクール・ミュージカル」、「ディセンダント」の監督。 |      |

### 2020年代の受賞者

#### 2022年の受賞者
D23エキスポは通常2年ごとに開催されるため、2019年の次は2021年に開催される予定であったが、新型コロナウイルス感染症のパンデミックによる影響を受け、2022年に開催が延期された。その結果、ディズニー・レジェンド・アワードの授賞も2022年に延期された。
| 受賞者                                | 英語名                    | カテゴリー           | ディズニーに対する主な貢献 | 出典 |
| ------------------------------------- | ------------------------- | -------------------- | --- | ---- |
| アンソニー・アンダーソン              | Anthony Anderson          | テレビ               | ディズニー系列のテレビ局ABCで放送されている人気コメディシリーズ「ブラッキッシュ」の主演俳優。 |      |
| クリスティン・ベル                    | Kristen Bell              | 映画・声優           | ディズニー・プリンセスの1人で映画「アナと雪の女王」の主人公「アナ」の声優。 |      |
| チャドウィック・ボーズマン            | Chadwick Boseman          | 映画                 | ディズニー社の子会社であるマーベル・スタジオが展開する「マーベル・シネマティック・ユニバース」（MCU）においてティ・チャラ（ブラック・パンサー）を演じる俳優。 |      |
| ロブ・コルトリン                      | Robt Coltrin              | イマジニアリング     | ディズニーパークの人気アトラクション「プーさんのハニーハント」「ミッキーのフィルハーマジック」「ロジャーラビットのカートゥーンスピン」「七人のこびとのマイントレイン」「美女と野獣“魔法のものがたり”」などのデザイン、ストーリーテリングなど。                     |      |
| パトリック・デンプシー                | Patrick Dempsey           | 映画・テレビ         | ディズニー系列のテレビ局ABCで放送されているテレビドラマ「グレイズ・アナトミー 恋の解剖学」、実写ディズニー映画「魔法にかけられて」に出演。 ディズニーアニメーション映画「ブラザー・ベア」「プリンセスと魔法のキス」に声優として出演。                              |      |
| ロバート・プライス “ボブ”・フォスター | Robert Price “Bob” Foster | 経営                 | ウォルト・ディズニー・ワールドの開園を目的とした広大な用地を購入するための地主との交渉・不動産取引。 |      |
| ジョナサン・グロフ                    | Jonathan Groff            | 映画・声優           | ディズニーアニメーション映画「アナと雪の女王」に登場するキャラクター「クリストフ」の声優。 |      |
| ドン・ハーン                          | Don Hahn                  | アニメーション・映画 | ディズニーアニメーション映画「美女と野獣」「ライオン・キング」「ノートルダムの鐘」「ラマになった王様」「アトランティス 失われた帝国」の制作、プロデューサー。 実写ディズニー映画「ホーンテッドマンション」「マレフィセント」「美女と野獣」の制作、プロデューサー。 |      |
| ジョシュ・ギャッド                    | Josh Gad                  | 映画・声優           | ディズニーアニメーション映画「アナと雪の女王」に登場するキャラクター「オラフ」の声優。 |      |
| ドリス・ハードーン                    | Doris Hardoon             | イマジニアリング     | 上海ディズニーランドのシンボル「エンチャンテッド・ストーリーブック・キャッスル」のデザイン、設計。 |      |
| イディナ・メンゼル                    | Idina Menzel              | 映画・声優           | ディズニー・プリンセスの1人で映画「アナと雪の女王」の主人公「エルサ」の声優。 同作の楽曲「レット・イット・ゴー」の歌手。 |      |
| クリス・モンタン                      | Chris Montan              | 音楽                 | 「リトルマーメイド」「美女と野獣」「アラジン」「ライオンキング」「ポカホンタス」「ノートルダムの鐘」「ヘラクレス」などのディズニーアニメーション映画、ピクサー映画の映画音楽、ディズニーパークの音楽などの音楽監督。                                               |      |
| エレン・ポンピオ                      | Ellen Pompeo              | テレビ               | ディズニー系列のテレビ局ABCで放送されているテレビドラマ「グレイズ・アナトミー 恋の解剖学」の主演女優。 |      |
| トレイシー・エリス・ロス              | Tracee Ellis Ross         | テレビ               | ディズニー系列のテレビ局ABCで放送されている人気コメディシリーズ「ブラッキッシュ」の主演女優。 |      |

#### 2024年の受賞者
| 受賞者                       | 英語名           | カテゴリー        | ディズニーに対する主な貢献 | 出典 |
| ---------------------------- | ---------------- | ----------------- | --- | ---- |
| コリーン・アトウッド         | Colleen Atwood   | 衣裳デザイン      | ディズニーアニメーション映画の実写リメイク映画「アリス・イン・ワンダーランド」「ダンボ」「リトル・マーメイド」の衣裳デザイナー。 |      |
| アンジェラ・バセット         | Angela Bassett   | 映画・テレビ      | ディズニー社の子会社であるマーベル・スタジオの映画「ブラックパンサー」およびその続編「ブラックパンサー/ワカンダ・フォーエバー」でラモンダを演じた女優。 |      |
| マーサ・ブランディング       | Martha Blanding  | パークス&リゾーツ | アナハイムのディズニーランドにおいて黒人初のフルタイムのツアーガイドとなり、かつ、黒人女性として初めて管理職になった。 |      |
| ジェームズ・L・ブルックス    | James L. Brooks  | テレビ            | ディズニーが2019年に買収し子会社とした20th テレビジョンにおいて放送されているテレビアニメシリーズ「ザ・シンプソンズ」の生みの親。 |      |
| ジェームズ・キャメロン       | Jmaes Cmaeron    | 映画              | ディズニーが2019年に買収し子会社とした20世紀スタジオの映画「タイタニック」「アバター」「アバター」などの映画監督。ディズニー・アニマル・キングダムの映画「アバター」をテーマにしたエリア「パンドラ - ザ・ワールド・オブ・アバター」の制作も指揮した。 |      |
| ジェイミー・リー・カーティス | Jamie Lee Curtis | 映画              | 実写ディズニー映画「フォーチュン・クッキー」「ビバリーヒルズ・チワワ」に出演した女優。ディズニーパークの人気アトラクション「ホーンテッドマンション」をテーマにした2023年公開の同名の映画にもマダム・レオタ役で出演。 |      |
| マイリー・サイラス           | Miley Cyrus      | テレビ・音楽      | ディズニー・チャンネルで放送されたテレビドラマ「シークレット・アイドル ハンナ・モンタナ」およびその映画版「ハンナ・モンタナ/ザ・ムービー」の主演女優。同作のサウンドトラックはTVのサウンドトラックとしては初めて全米チャートで1位を獲得した。ディズニーアニメーション映画「ボルト」では声優としてペニー役を務めた。                                            |      |
| スティーブ・ディッコ         | Steve Ditko      | 出版              | ディズニーの子会社であるマーベル・コミックにおいて同じくディズニー・レジェンドであるスタン・リーらとともにスパイダーマンやドクター・ストレンジなどのキャラクターを創作した。 |      |
| ハリソン・フォード           | Harrison Ford    | 映画              | ディズニーの子会社であるルーカス・フィルムの映画「スター・ウォーズ」シリーズにてハン・ソロ役を務めた俳優。同じくルーカス・フィルムの映画「インディ・ジョーンズ」シリーズでは主演を務めた。 |      |
| マーク・ヘン                 | Mark Henn        | アニメーション    | ディズニーアニメーション映画「リトル・マーメイド」のアリエル、「美女と野獣」のベル、「アラジン」のジャスミン、「ムーラン」のムーラン、「プリンセスと魔法のキス」のティアナなどのキャラクターを監修。ほかに「ミッキーとクリスマスキャロル」のミッキーマウスや「ライオンキング」のシンバなども監修。                                                             |      |
| フランク・オズ               | Frank Oz         | 映画・テレビ      | ディズニーの子会社であるジム・ヘンソン・カンパニーのシリーズ「マペット放送局」などでマペットキャラクターを演じた。同じくディズニーの子会社であるルーカス・フィルムの映画「スター・ウォーズ」シリーズではヨーダの声優およびパペット操作を担当。またディズニーの子会社であるピクサーの映画「モンスターズ・インク」「インサイド・ヘッド」などにも声優として出演。 |      |
| ケリー・リパ                 | kelly Ripa       | テレビ            | ディズニー系列のテレビ局ABCで放送されたドラマシリーズ「オール・マイ・チルドレン」「ホープ&フェイス」などに出演。 |      |
| ジョー・ロード               | Joe Rohde        | イマジニアリング  | ディズニー・アニマル・キングダムやアウラニ・ディズニー・リゾート&スパなどを手がけたイマジニア。 |      |
| ジョン・ウィリアムズ         | John Williams    | 音楽              | ディズニーの子会社であるルーカス・フィルムの映画「スター・ウォーズ」シリーズ、「インディ・ジョーンズ」シリーズの映画音楽を作曲。 |      |